# Streuobstwiese

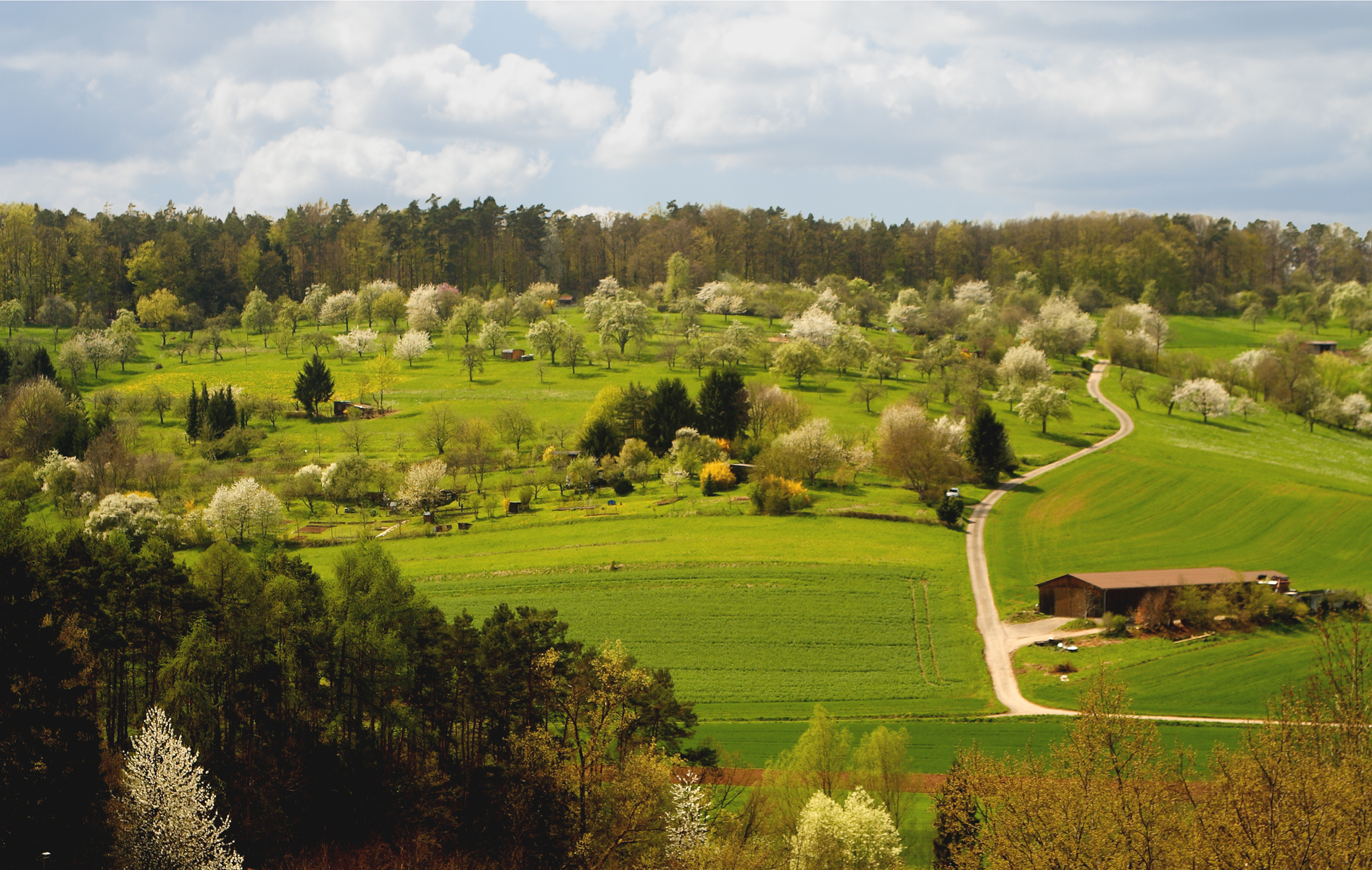
Streuobstwiese im Frühling bei Tübingen (2006)

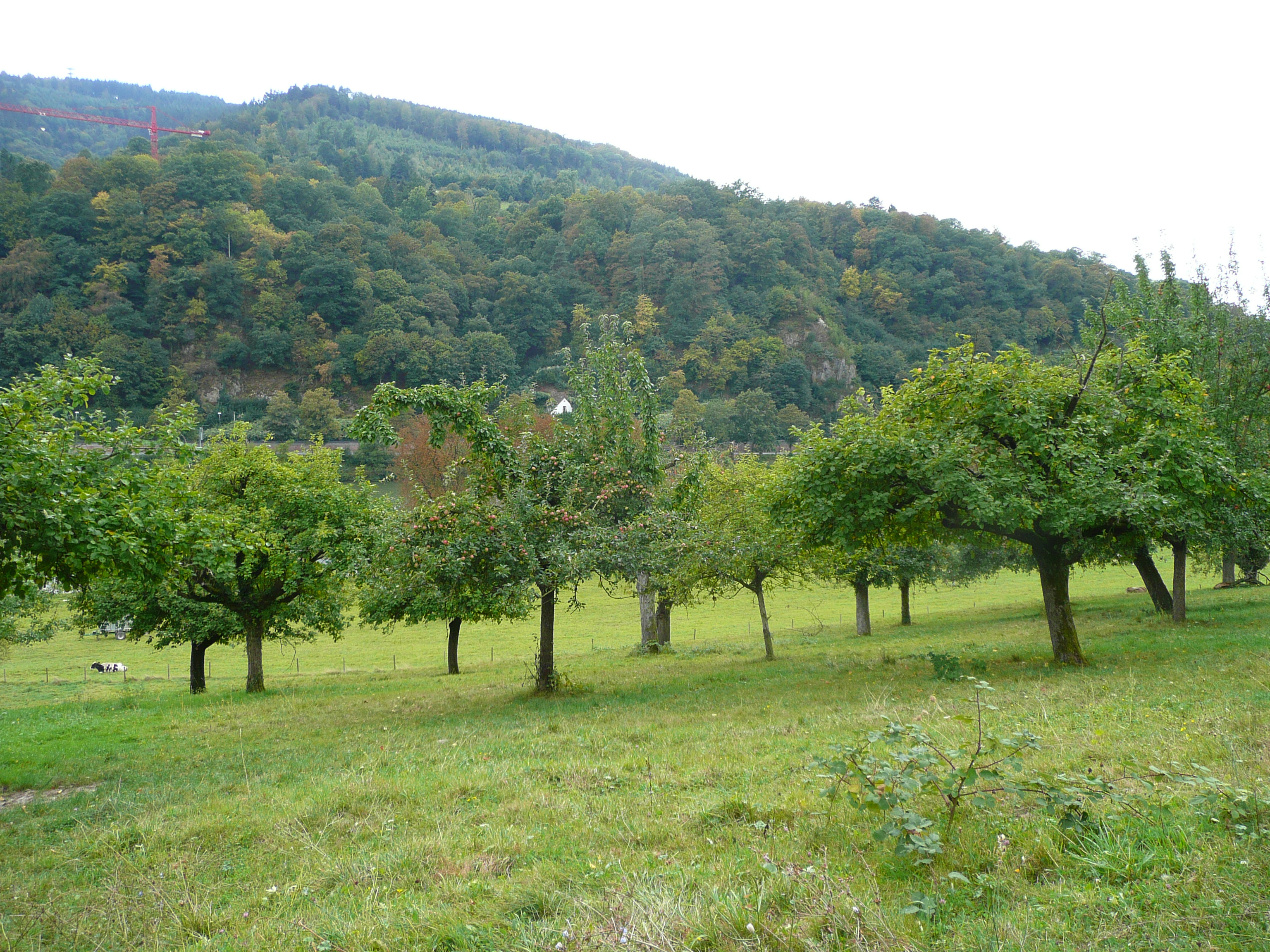
Streuobstwiese bei Stift Neuburg in Heidelberg-Ziegelhausen (Deutschland) (2009)

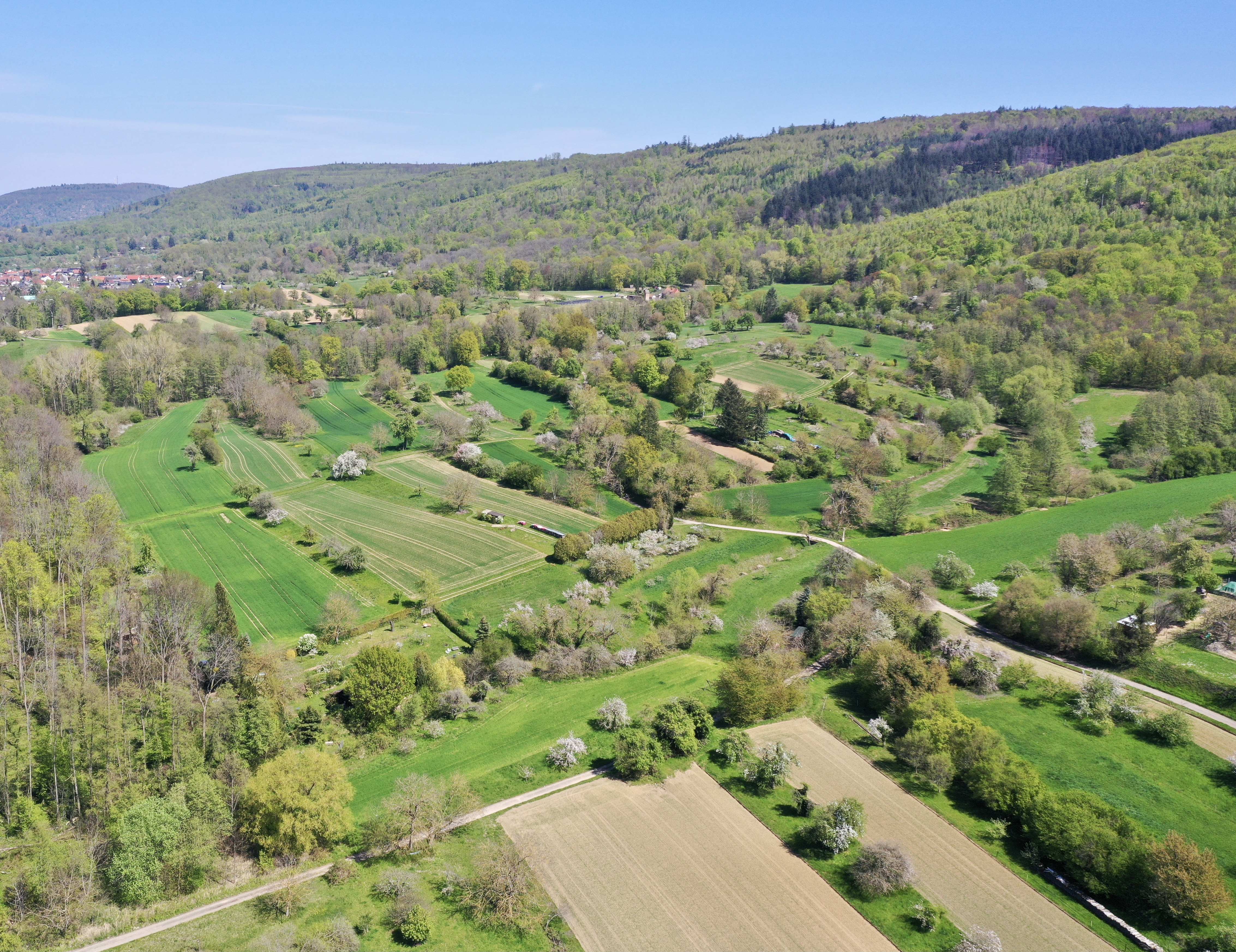
Streuobstwiesen in der Vorbergzone nordöstlich von Malsch-Sulzbach (2021)

Die Streuobstwiese, regional Obstwiese, Obstgarten, Bitz, Bangert, Bongert oder Bungert (Baumgarten) genannt, ist eine traditionelle Form des Obstbaus. Auf Streuobstwiesen stehen verstreut starkwüchsige, hochstämmige und großkronig erzogene Obstbäume meist unterschiedlichen Alters und unterschiedlicher Arten und Sorten. Größere, landschaftsprägende Streuobstwiesen befinden sich in Süddeutschland, Österreich und in der Schweiz. Obstbäume können den Boden an Hängen vor Bodenerosion schützen. Extreme Temperaturen werden durch den Luftaustausch zwischen schattigen und besonnten Flächen abgeschwächt, und die Windgeschwindigkeit wird durch die höhere Strukturvielfalt vermindert. Die Bestände haben europaweit seit den 1920er-Jahren abgenommen. Auf extensiv bewirtschafteten Streuobstwiesen komplettiert je nach Artenzusammensetzung, Standortfaktoren und Zweitnutzung eine artenreiche Tierwelt (Fauna) die Lebensgemeinschaft (Biozönose). Streuobstanbau wurde im Jahr 2021 in das Bundesweite Verzeichnis des Immateriellen Kulturerbes aufgenommen.

## Begriffsentwicklung
Die übliche Bezeichnung war früher Obstwiese, sie ist in manchen Regionen bis heute gebräuchlich. In den neuen Bundesländern sagte man bis zur Wende Obstgarten oder Grasgarten. Die Bezeichnungen Streuobstbau und Streuobstwiese haben sich aus dem Begriff Obstbau in Streulage entwickelt. Nach derzeitigen Erkenntnissen wurde der Begriff „Obstbäume und Weiden in Streulage“ erstmals 1924 von Rinaldini für Rumänien/Siebenbürgen verwendet, dann wieder 1940 durch Knauer für den hochstämmigen Obstbau in Schleswig-Holstein sowie 1941 durch Spreng in der Schweiz. Der Begriff Streuobstbau wurde erstmals ab 1953 durch Zeller verwendet, in den 1950er-Jahren häufig und in negativer Abgrenzung zum in Deutschland zunehmend verbreiteten Halb- und Niederstamm-Obstbau. Aus dem Jahr 1975 stammt der Begriff der Streuobstwiese. Geprägt hat ihn der Ornithologe Bruno Ullrich, der auf die besondere Bedeutung der Streuobstwiesen im Albvorland für den Vogelschutz hinwies. Das deutsche Bundesnaturschutzgesetz listet Streuobstwiese seit März 2022 als gesetzlich geschütztes Biotop.

## Definition
Eine einheitliche Definition für Streuobstbestände ist elementar. Nicht nur muss für deren Schutz klar sein, welche Landschaftsbereiche unter einen gesetzlichen Schutz fallen; für die Datenerhebung sind eine einheitliche Definition und davon abgeleitete Erhebungskriterien ausschlaggebend. Für eine zielgerichtete Verteilung von Fördermitteln ist ebenfalls eine klare und einheitliche Definition notwendig. Streuobstwiesen sind die bekannteste Form für Streuobstbestände. Für diese ist eine Mehrfachnutzung bezeichnend: Die Bäume dienen der Obsterzeugung („Obernutzung“); da sie locker stehen, dienen die Flächen zugleich als Grünland („Unternutzung“), entweder als Mähwiese zur Heugewinnung oder als Viehweide. Streuobstäcker sind eine Sonderform, die bis weit ins 20. Jahrhundert in ganz Mitteleuropa verbreitet war. Darüber hinaus gehören Obstalleen und Einzelbäume zum Streuobstbau. Angesichts erleichterter Mahd der Wiese und auch Ernte und Baumpflege können die Bäume in einheitlichem Raster angelegt werden. Das im Streuobstbau angebaute Obst nennt man Streuobst.

### Verband der Gartenbauvereine in Deutschland (2008)
Auf Initiative des Verbandes der Gartenbauvereine in Deutschland (VGiD) hat das Bundesministerium für Ernährung, Landwirtschaft und Verbraucherschutz mit den Referenten der Bundesländer eine vom VGiD vorgeschlagene Definition des Begriffs Streuobstanbau abgestimmt. Auf dieser Grundlage wurde im Jahr 2008 folgende Definition verabschiedet:

„Streuobstanbau ist eine Form des extensiven Obstbaus, bei dem großteils starkwüchsige, hochstämmige und großkronige Obstbäume in weiträumigen Abständen stehen. Charakteristisch für Streuobstbestände ist die regelmäßige Unternutzung als Dauergrünland. Daneben gibt es Streuobstäcker mit ackerbaulicher oder gärtnerischer Unternutzung, Streuobstalleen sowie sonstige linienförmige Anpflanzungen. Häufig sind Streuobstbestände aus Obstbäumen verschiedener Arten und Sorten, Alters- und Größenklassen zusammengesetzt, sie sollten eine Mindestflächengröße von 0,15 ha umfassen. Im Unterschied zu modernen Dichtpflanzungen mit geschlossenen einheitlichen Pflanzungen ist in Streuobstbeständen stets der Einzelbaum erkennbar.“

### Streuobst-Definition für Österreich (2017)
Streuobst im weiteren Sinne ist in vielen obstbaulich genutzten Gebieten Europas zu finden. Die regionale Ausformung ist abhängig von naturräumlichen Gegebenheiten sowie beeinflusst von soziokulturellen und ökonomischen Faktoren. Die vorliegende Definition beschreibt den Streuobstbau in Österreich.

„Streuobstbestände setzen sich aus verschiedenen Obstbäumen zusammen, die in klassisch großkroniger Form erzogen werden und ohne dauerhafte Unterstützung freistehend sind. Als Obstbaum ist dabei jedes Gehölz zu verstehen, das auf naturgemäß erzogenen Kronen, essbare bzw. verarbeitbare Früchte trägt, d.h. es erfolgen Erziehungs- und Schnittmaßnahmen, die sich an den natürlichen Formen der unterschiedlichen Gehölze orientieren. Wesentlich sind, jeweils in unterschiedlicher Ausprägung, eine hohe Obstarten- und Obstsortenvielfalt, unterschiedliche Stammhöhen und Wuchsformen, sowie unterschiedliche Altersklassen im Bestand. Die Verteilung der Obstarten und Obstsorten ist regionaltypisch. Streuobstbäume finden sich unter anderem als Obstbäume auf Grünland (Streuobstwiesen), in Gärten, auf Ackerflächen, in Weingärten, als Baumzeilen und Alleen, als Haus- und Hofbäume sowie als Einzelbäume in der Landschaft. Pflege und Bewirtschaftung: Streuobstbestände werden umweltverträglich, extensiv und standortgerecht bewirtschaftet. Dies erfordert eine nachhaltige Strategie bei der Baumpflege, Unternutzung, Ernte und Düngung sowie beim Pflanzenschutz. Chemisch-synthetische Pflanzenschutz- und Düngemittel kommen in der Regel nicht zum Einsatz.“

### Bundesamt für Naturschutz (2024)
Unter Berücksichtigung der Definitionen der Bundesländer hat das Bundesamt für Naturschutz 2024 folgende Definition erarbeitet:

„Als Streuobstbestände werden Obstbaumbestände ab einer Anzahl von zehn Bäumen bezeichnet, die überwiegend aus starkwüchsigen, hochstämmigen und großkronigen Obstbäumen (vereinzelt auch Nuss- oder Edelkastanienbäume) mit weiten Abständen von mindestens 8-10 m bestehen. Die Fläche umfasst mindestens 1.500 m² und darf maximal 150 Bäume pro ha aufweisen. Hochstämmig bedeutet, der Kronenansatz befindet sich in einer Höhe von mindestens 160 cm beziehungsweise bei Neupflanzungen in einer Höhe von mindestens 180 cm. Lücken werden nicht als Baum gezählt. Auch hochstämmige Obstbaumreihen und -alleen gehören zum Streuobstbau, sofern sie die Kriterien des vorhergehenden Absatzes erfüllen. Hierbei werden pro Baum 100 m² Fläche berechnet. In Alleen sollte der Kronenansatz bei mindestens 200 cm liegen. Einzelbäume mit einem Kronenansatz in einer Höhe von mindestens 160 cm, bei Neupflanzungen von mindestens 180 cm, gelten als Streuobstbäume, wenn die Bäume als Einzelbäume eindeutig zu erkennen sind.“

## Geschichte

### Altertum und Mittelalter
Großfrüchtige Rosengewächse wie die Schlehe wurden in Mitteleuropa in jungsteinzeitlich besiedelten Lößlandschaften genutzt. Die Römer brachten die nicht heimischen Äpfel, Birnen, Zwetschgen und Süßkirschen sowie Walnuss und Edelkastanie nach Mitteleuropa. Hier konnten diese bereits im antiken Griechenland kultivierten Obstsorten nur in klimatisch begünstigten Gebieten gedeihen. Aus Kernen dieser Birn- und Apfelbäume gezogene Bäume hatten unterschiedliche Eigenschaften; einige konnten in raueren Gebirgslagen angebaut werden. Die Züchtung robusterer und weniger anspruchsvoller Sorten wurde von den mittelalterlichen Klöstern betrieben. Selektiert wurden spätblühende und frostunempfindliche Sorten für raue Gebirgslagen, Dörrobst, lange lagerbare Früchte, Ertrag und Geschmack. Die Anlage von Obstwiesen und Weinbergen wurde durch zahlreiche Edikte gefördert, in der Nähe der Klöster entstanden die ersten größeren Obstwiesen. Techniken und Sorten wurden aus Tirol, Oberösterreich und Böhmen übernommen. Streuobstäcker als Sonderform, bei der der Boden nicht als Grünland genutzt, sondern beackert wird, haben sich vor allem in Franken ausgebildet.

### 16. bis 18. Jahrhundert
Die in der Neuzeit voranschreitende Züchtung ermöglichte die Ausweitung des Obstanbaues in ganz Mitteleuropa, vor allem in Österreich, Tschechien, in Süddeutschland und in der Schweiz, auch auf ertragsschwachen und flachgründigen Böden der Hänge. Auf diese Weise wurde auch die Grünlandwirtschaft durch Bodenfestlegung nachhaltig durchführbar. Im 17., vor allem aber im 18. Jahrhundert wurde der Obstanbau außerhalb der Gärten und der Dörfer politisch durch die absolutistischen Staaten stark gefördert und zum Teil erzwungen. Diese Epoche kann als die eigentliche Entstehungszeit des Streuobstanbaus betrachtet werden. Im 18. Jahrhundert hatte sich das Bild des europäischen Extensivobstbaues stabilisiert. Die Grundform des Hochstamm-Obstbaumes auf Grünland hatte eine weite Verbreitung. Mit zunehmendem Ausbau des Straßennetzes wurden auch Alleen zwischen den Siedlungen angepflanzt, um die Transportmöglichkeiten zu nutzen. Auch Gemeinschaftsflächen wie Hofflächen mit Obstbäumen wurden angelegt und gemeinsam abgeerntet. Streuobstwiesen umgaben und verbanden landschaftlich prägend die Dörfer und Städte. Sie wurden für die Versorgung der Bevölkerung unverzichtbar; das Wissen um ihre Pflege und um die Verarbeitung des Obstes war fester Bestandteil der Lehre der Landwirtschaft und der Hauswirtschaft.

### 19. und 20. Jahrhundert

Kartoffelernte im Obstgarten, Katalonien um 1900

Die Aufgabe des Weinbaus in weiten Gebieten um das Jahr 1800 führte vielerorts dazu, dass auf den ehemaligen Weinbergen Obstbäume gepflanzt wurden. Zur weiteren Ausweitung des Obstanbaus außerhalb der Siedlungen kam es ab der Mitte des 19. Jahrhunderts, als infolge der nun möglichen künstlichen Düngung Ackerbau auf nährstoffarmen Böden möglich wurde und im Gegenzug schwer zu bearbeitende Hänge mit Obstbäumen bepflanzt wurden. Die Wiesen- und Weidenutzung in den Obsthainen erhielt (statt der Ackernutzung) zu Beginn des 20. Jahrhunderts einen großen Aufschwung, als das Molkereiwesen entstand und die Grünlandwirtschaft dadurch lohnender wurde. Ihren Höhepunkt hatte die Streuobstkultur etwa in den 20er und 30er Jahren des 20. Jahrhunderts, zu einer Zeit, als schon die Obstplantagenwirtschaft begonnen hatte. Durch fortschreitende wissenschaftliche Entwicklung entstanden bis zum 20. Jahrhundert über 6000 Obstsorten, darunter mindestens 2700 Apfel-, 800 Birnen-, 400 Süßkirschensorten und 400 Pflaumenartige, die den Obstanbau selbst in Höhenlagen der Mittelgebirge ermöglichten. Spezielle Sorten für die Nutzung als Tafelobst, Saft, Most und Brand bis hin zum Backobst wurden regional verfeinert. Der Streuobstanbau hatte im 19. und in der ersten Hälfte des 20. Jahrhunderts eine große kulturelle, soziale, landschaftsprägende und ökologische Bedeutung. Durch die Intensivierung der Landwirtschaft sowie durch das Bau- und Siedlungswesen wurden Streuobstwiesen in der zweiten Hälfte des 20. Jahrhunderts stark dezimiert. Sie gehören zu den am stärksten gefährdeten Biotopen Mitteleuropas (siehe auch Rote Liste der Biotoptypen).

### Trends ab Mitte des 20. Jahrhunderts

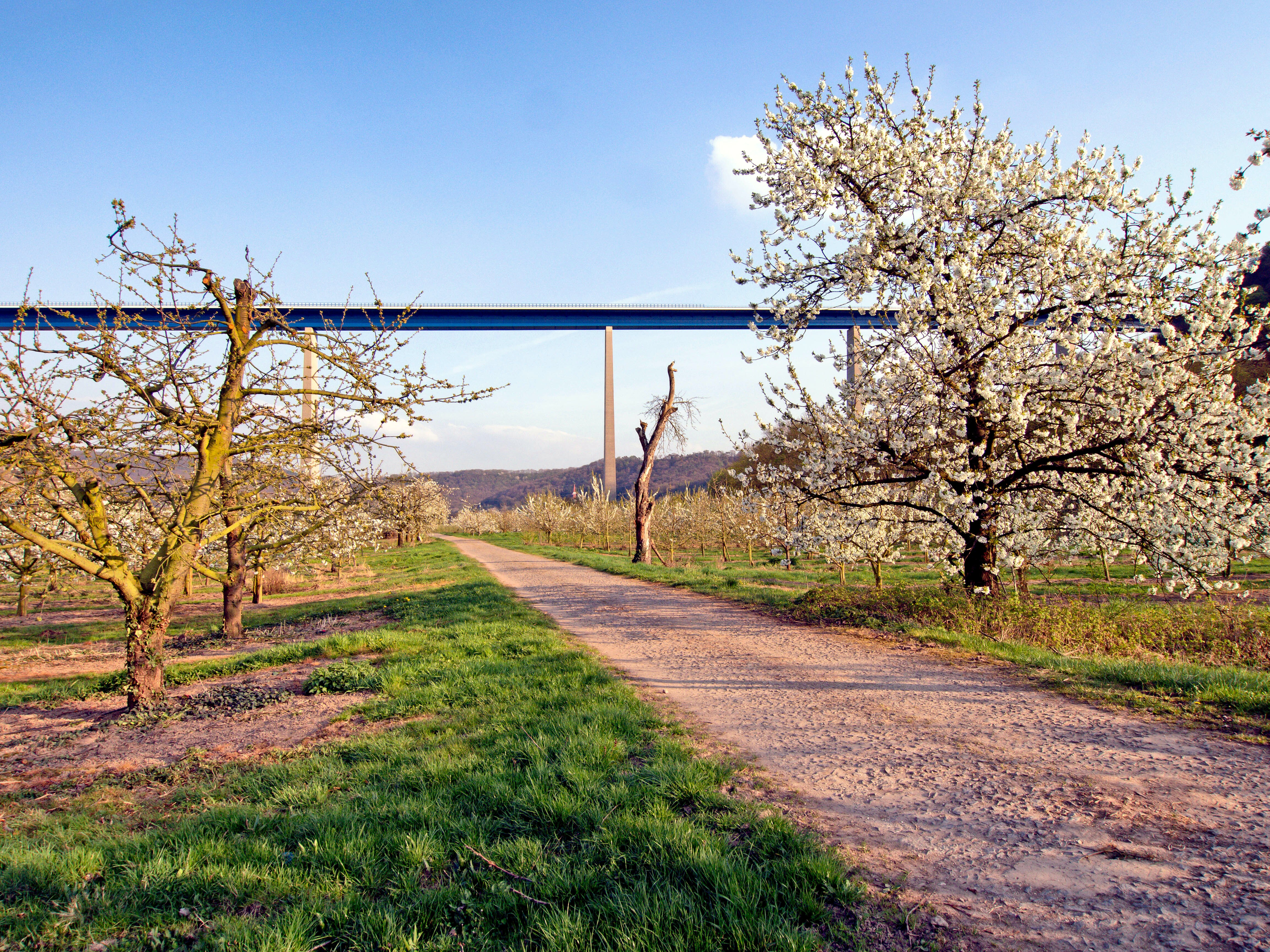
Blühende Kirschhochstämme auf einer Streuobstwiese an der Untermosel unterhalb der Moseltalbrücke

In den 1920er Jahren begann in Europa die Trendwende zur Obstplantage. Das unüberschaubare Sortiment an Kernobst sollte im Erwerbsbau auf je drei Apfel- und Birnensorten beschränkt und durch das Prädikat „Reichsobstsorte“ gefördert werden. Der Zweite Weltkrieg machte diese Pläne zunichte. Einen starken Rückgang der westdeutschen Streuobstwiesen besiegelte am 15. Oktober 1953 der Emser Beschluss des Bundesernährungsministeriums: „für Hoch- und Halbstämme (wird) kein Platz mehr sein. Streuanbau, Straßenanbau und Mischkultur sind zu verwerfen“. Der Trend zum Plantagenanbau erfasste die gesamte Europäische Gemeinschaft (EG). Um die Obstplantagen zu fördern, hat die EG bis 1974 Rodungsprämien für jeden Hochstammobstbaum bezahlt. Streuobstwiesen auf fruchtbareren Böden wurden durch diese Subventionen häufig in Obstplantagen umgewandelt. Eine drastische Reduktion der Streuobstflächen war die Folge. Ähnliches gilt für Österreich. Lediglich in der DDR sowie in der Schweiz vollzog sich dieser Wandel langsamer. In der DDR wurden Streuobstbestände nach der Zusammenlegung der landwirtschaftlichen Flächen zu LPGen oft in Obstplantagen umgewandelt. Kleinere, privatwirtschaftlich bewirtschaftete Streuobstwiesen blieben erhalten, die Unternutzung erfolgte oft durch Rinder oder Schafe der Genossenschaft. In der Schweiz sorgten und sorgen die bis heute existierenden staatlichen Preisstützungen für einen gemäßigten Rückgang der Streuobstbestände (dort meist Feldobstbau genannt), 2007 gab es zudem umstrittene, aber doch starke Rodungen im Zusammenhang mit Feuerbrandbefall. Generell förderte die öffentliche Agrarpolitik über Jahrzehnte hinweg in Forschung, Anbauförderung, Vermarktung und Werbung einseitig den Niederstamm-Obstbau. Nach Schätzungen des NABU-Bundesfachausschuss Streuobst gingen daher die deutschen Streuobstbestände von ca. 1,5 Mio ha um 1950 auf rund 300.000–400.000 ha im Jahr 2008 zurück. Die verbliebenen Bestände sind in Teilen lückig und vergreist, da bestehende Bestände immer seltener gepflegt werden. Darüber hinaus hat sich die Artenzusammensetzung mit der Nutzung verändert. Die seit den 1980er Jahren wieder zunehmenden Neupflanzungen (1981 begann der Kreis Ludwigsburg als erste Einrichtung der öffentlichen Hand in Europa damit, Gelder für die Neuanlage von Hochstamm-Obstbäumen auszubezahlen) waren und sind insbesondere bei Pflanzungen im Rahmen von Ausgleichsmaßnahmen häufig von schlechter Qualität. In Einzelfällen sind nach einigen Jahren selbst bei großen Ausgleichspflanzungen deutlich mehr als die Hälfte der Bäume abgestorben. Besser sieht es bei Förderprogrammen der Länder im Rahmen von Agrarumweltmaßnahmen (in Österreich ÖPUL, in Deutschland Kulturlandschaftsprogramme, in der Schweiz von Bund und Kantonen geförderte Pflanzungen) sowie bei kommunalen Förderprogrammen aus, die eine Eigenbeteiligung der Bewirtschafter einfordern. Die zunehmenden Neupflanzungen haben dazu geführt, dass im 21. Jahrhundert der bloße Rückgang der Bestände in vielen Regionen gestoppt werden konnte. Allerdings droht sowohl aus der Sicht der Rohwaresicherung als auch aus der Sicht des Naturschutzes derzeit eine Bestandslücke: Aufgrund der rund 30-jährigen Pflanzlücke mit Hochstämmen zwischen 1950/1960 (meist vor dem Zweiten Weltkrieg) und 1985/1990 sterben die alten Bäume allmählich ab, während gleichzeitig die Jungbäume erst langsam in den Vollertrag kommen und erst danach für den Naturschutz besonderes Interesse bekommen. Der Rückgang hält auch weiter an, wie z. B. eine Untersuchung 2013 in vier streuobstreichen Gemeinden im Rhein-Sieg-Kreis zeigte. Dort ging von 1990 bis 2013 die Fläche der Streuobstwiesen um 48 % Prozent, von etwa 520 auf 270 Hektar und Anzahl der Obstbäume um 43 Prozent zurück.
Im Jahr 2019 kam es in Bayern im Vorgriff eines Volksbegehrens Rettet die Bienen mit dem Ziel der Umwandlung von Streuobstwiesen mit einer Größe von mehr als 2.500 m² in gesetzlich geschützte Biotope zu verstärkten Baumfällungen auf Streuobstwiesen durch die betroffenen Obstbauern, um auf diese Weise sicherzustellen, dass die betroffenen landwirtschaftlich genutzten Flächen weiter bewirtschaftet werden können.
Im Rahmen der vierten Bewerbungsrunde für das Bundesweite Verzeichnis des Immateriellen Kulturerbes wurde im Jahr 2021 Streuobstanbau in das Verzeichnis aufgenommen.

## Bestände
Basierend auf deutschen (Biotoptypen- und Landnutzungkartierung (BTLNK); Amtliches Topographisch-Kartographisches Informationssystem (ATKIS)), tschechischen (Land Parcel Identification System (LPIS)) und europäischen (Eurostat) Datensätzen wurden 2019 Baden-Württemberg, das nördliche Bayern, das Rheinland, das östliche Sachsen (Mittelsächsisches Lösshügelland und Östliches Erzgebirgsvorland), die Steiermark und die westlichen Karpaten (westliche Slowakei, südliches Polen, östliches Tschechien) als Regionen mit den höchsten Anteilen von Streuobstwiesen in Mitteleuropa dargestellt.

### Deutschland
Obstbaumbestände wurden in Deutschland erstmals 1878 reichsweit erfasst, danach 1900, 1913, 1932/1933 und 1938. In der Bundesrepublik, inklusive Westberlin, erfolgten flächige Einzelbaumerhebungen nochmals in den Jahren 1951 und 1965 sowie in Stichproben 1958 und in der DDR in den Nachkriegsjahren bis 1952. Aufgrund zu unterschiedlicher Erfassungsmethoden erlaubt die Datenlage bis 2008 keine bundesweite Analyse der Bestandstrends von Streuobstwiesen. Die größten Bestände finden sich am Fuß der Schwäbischen Alb. Dort sind auch großflächige Streuobstbestände von BirdLife International als Important Bird Areas benannt sowie vom Land Baden-Württemberg laut EU-Vogelschutzrichtlinie als Vogelschutzgebiete bei der EU gemeldet. In einer 2020 veröffentlichten Studie wurden 7,1 Millionen Streuobstbäume erfasst. Im Jahr 1965 waren es noch 18 Millionen.
| Bundesland             | Fläche (km²) | Anteil an Gesamtfläche (%) | Flächenanzahl | Anteil an Gesamtflächenanzahl (%) |
| ---------------------- | ------------ | -------------------------- | ------------- | --------------------------------- |
| Baden-Württemberg      | 1.095,55     | 69,18                      | 73.009        | 69,57                             |
| Hessen                 | 148,23       | 9,36                       | 10.289        | 9,8                               |
| Bayern                 | 73,99        | 4,67                       | 7.611         | 7,25                              |
| Sachsen-Anhalt         | 71,05        | 4,49                       | 2.944         | 2,81                              |
| Thüringen              | 67,4         | 4,26                       | 4.348         | 4,14                              |
| Rheinland-Pfalz        | 50,9         | 3,21                       | 3.047         | 2,9                               |
| Sachsen                | 25,36        | 1,6                        | 1.547         | 1,47                              |
| Saarland               | 24,14        | 1,52                       | 800           | 0,76                              |
| Nordrhein-Westfalen    | 12,03        | 0,76                       | 641           | 0,6                               |
| Niedersachsen          | 6,51         | 0,41                       | 341           | 0,32                              |
| Brandenburg            | 6,05         | 0,38                       | 233           | 0,22                              |
| Schleswig-Holstein     | 1,74         | 0,11                       | 101           | 0,1                               |
| Mecklenburg-Vorpommern | 0,58         | 0,04                       | 37            | 0,04                              |
| Berlin                 | 0,03         | 0,00                       | 2             | 0,00                              |

| Bundesland          | Fläche (ha) | Anteil an Gesamtfläche (%) | Flächenanzahl | Anteil an Gesamtflächenanzahl (%) |
| ------------------- | ----------- | -------------------------- | ------------- | --------------------------------- |
| Hessen              | 290,34      | 40,62                      | 117           | 25,66                             |
| Sachsen-Anhalt      | 108,32      | 15,15                      | 59            | 12,94                             |
| Rheinland-Pfalz     | 103,81      | 14,52                      | 77            | 16,89                             |
| Bayern              | 90,21       | 12,62                      | 149           | 32,68                             |
| Niedersachsen       | 54,29       | 7,6                        | 26            | 5,7                               |
| Nordrhein-Westfalen | 28,5        | 3,99                       | 11            | 2,41                              |
| Thüringen           | 19,82       | 2,7                        | 14            | 3,07                              |
| Schleswig-Holstein  | 11,00       | 1,54                       | 1             | 0,22                              |
| Brandenburg         | 6,53        | 0,91                       | 1             | 0,22                              |
| Saarland            | 1,97        | 0,28                       | 1             | 0,22                              |

Trends und Zustand (2020) in deutschen Modellgebieten:

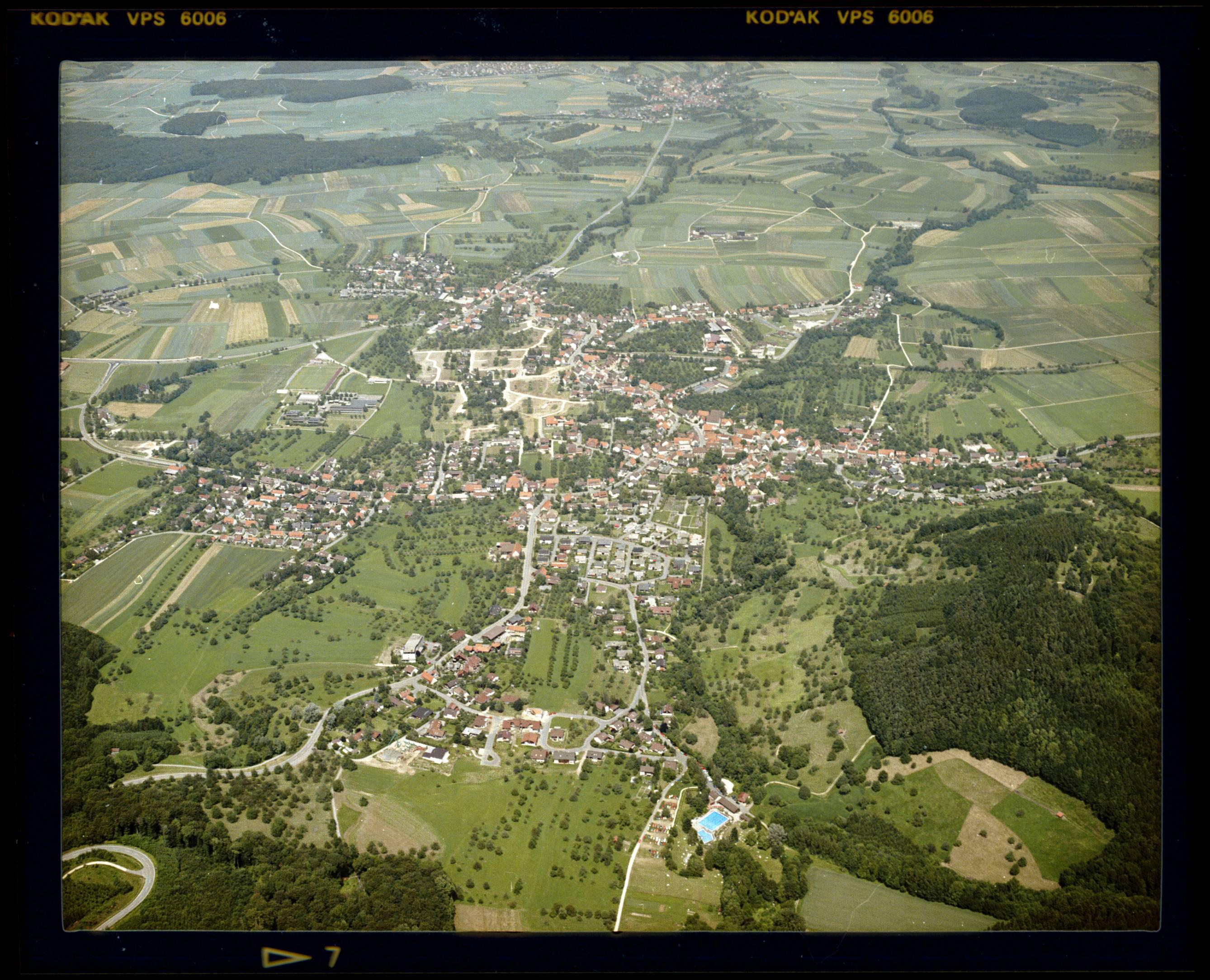
Luftbild von Boll (1984)

- Bad Boll (Baden-Württemberg): Bereits im 17. Jahrhundert wurden unter Anweisung von Herzog Friedrich dem I. Obstgärten angelegt. Drei Arten von Streuobstbeständen waren dort vorzufinden: Einzelbäume und Alleen, die komplette Eingrünung der Ortsränder und Hausgärten, sowie flächenhafte Bestände. Die Ursachen starker Verluste zwischen 1960 und 1991 waren Rodung von Streuobstbäumen, Umwandlung in Baugebiete, die Umwandlung in Nieder- oder Halbstammanlagen sowie die Umwandlung in Fichtenforste.[27]

- Rutesheim (Baden-Württemberg): Die erste Erwähnung von Obstbaumgärten berichtet, dass im Jahr 1399 in einem Obstbaumgarten mehrere Äcker angelegt wurden. In den 1960er Jahren bestand der überwiegende Teil der nicht-bewaldeten Flächen im Norden und Nordwesten Rutesheims aus Streuobstwiesen. Die Erweiterung von Siedlungs (vor allem Wochenendgrundstücke)- und Industrieflächen waren Hauptursachen für den Verlust von Streuobstflächen.[28]

- Aschaffenburg (Bayern): Es wird von einem Rückgang von etwa 205.000 Obstbäumen im Jahr 1965 auf ca. 42.000 im Jahr 2017 berichtet.[29] Für 46 % der Obstbäume bestand Pflegebedarf.

- Berlin: Auch in Berlin muss es erhebliche Verluste von Streuobstflächen gegeben haben, die nicht dokumentiert und quantifizierbar sind.[29] Nur 15 % der Bäume waren in einem guten Pflegezustand. Mit 39 % war der größte Teil der Bäume in einem leicht vernachlässigten Zustand, so dass Baumpflege erforderlich wäre.

- Frankfurt (Hessen): Seit 1900 nahm der Obstbau aufgrund der Gründung von Obst- und Gartenbauvereinen und dem Zuwachs an Kleingärten zu. Den größten Obstbaumbestand verzeichnete Frankfurt Mitte der 1950er Jahre. Der Rückgang der Obstbestände im Allgemeinen und der Streuobstbestände im Besonderen sind dem Ausbau von Siedlungen zuzuschreiben, was insbesondere am Ortsrand zum Verschwinden der Obstbaumgürtel führte. Weitere Ursachen waren Rodungen zugunsten des Plantagenobstbaus und Veränderungen im Obsthandel.[29]

- Rhein-Sieg-Kreis (Nordrhein-Westfalen): Die Verlustursachen von 48 % waren hier Überalterung oder Zusammenbrechen der Obstbäume, Überbauung und Änderung der landwirtschaftlichen Nutzung oder Verbuschung.[30] Es wiesen nur etwa 50 % der Streuobstbäume eine erkennbare Pflege auf.

- Saarlouis (Saarland): Landschaftsbild-prägender Hochstammanbau ist im Saarland erst rund 200 Jahre alt und entstand durch staatliche Förderung. Der Streuobstanbau hatte zwischen 1880 und 1960 seine Blütezeit.[30] Bei einer Erfassung 1999–2000 waren 43 % der Streuobstbestände ungepflegt oder brachliegend und nur 27 % wurden regelmäßig gepflegt.

### Österreich

Obstbäume entlang der Reichsstraße bei Melk (um 1900; dahinter das Stift)

Streuobst kommt in allen österreichischen Bundesländern bis in Höhenlagen um 1.000 m vor. Die größten Bestände liegen in Ober- und Niederösterreich, Kärnten und der Steiermark. Nach Schätzungen liegt der Bestand an Streuobstbäumen bei etwa 4 Millionen – ein Rückgang um nahezu 90 % seit dem Höchststand von rund 33 Mio. Bäumen Ende der 1950er-Jahre. Allein zwischen den Obstbaumzählungen 1967 und 1988 halbierte sich der Bestand auf rund 12,5 Millionen Bäume. Das Burgenland wies 2001 einen Streuobstbestand von ca. 240.000 Bäumen auf. Dies entsprach in etwa 2.800 ha an extensiver Obstbaufläche in Form von Streuobstgärten und bäuerlichen Hausgärten. Der überwiegende Teil des Bestandes befand sich mit 220.000 Bäumen (2.640 ha) in den Bezirken Jennersdorf, Güssing, Oberwart, Oberpullendorf und Mattersburg. Die größte Streuobstfläche weist der Bezirk Güssing auf (740 ha), gefolgt von den Bezirken Oberwart (640 ha) und Jennersdorf (620 ha). Die größte Dichte an Streuobstgärten, also die größte Fläche im Verhältnis zur Gesamtfläche, besitzt der Bezirk Jennersdorf, wo noch 2,5 % der Bezirksfläche von Streuobstgärten eingenommen werden. Damit sind nur mehr 15 % des ehemaligen Bestandes an Streuobstbäumen im Burgenland vorhanden. Im Durchschnitt weisen die Streuobstgärten eine Größe von 0,6 ha auf, am häufigsten sind Gärten mit 0,1 bis 0,5 ha. Dies entspricht Beständen von 10 bis 40 Bäumen. Nur vereinzelt finden sich Gärten mit 1,5 bis 2 ha. Auch hier spiegeln sich die für das Burgenland typischen durch Realteilung entstandenen Besitzverhältnisse wieder. In den typischen Streuobstgärten finden sich 80 bis 90 Obstbäume pro Hektar, teilweise werden aber auch Bestandsdichten mit über 100 Bäumen pro Hektar erreicht. Westlich von Oberpullendorf wurde 2014 am Fenyös (einem erloschenen Vulkan) ein Streuobstwiesengebiet eröffnet mit alten, regionalen Sorten. In der Marktgemeinde Wolfurt in Vorarlberg wurden Daten mit einer Erhebung aus 1938 verglichen, da diese etwa dem Höhepunkt der Streuobstkultur in Vorarlberg entsprochen haben dürfte. Die Gesamtzahl lag 1938 bei etwa 18.000 Streuobstbäumen während im Jahre 2000 weniger als ein Viertel erhoben werden konnten.
Die „ARGE-Streuobst“ als Plattform der österreichischen Streuobstinitiativen wurde im Juni 2000 im Zuge eines Treffens von Vertretern verschiedener Initiativen und Institutionen im Streuobstbereich in Österreich gegründet. Die „ARGE-Streuobst“ arbeitet als informelle Plattform, sie steht für alle einschlägig tätigen Organisationen in Österreich offen. In der ARGE sind verschiedenste Organisationen vertreten, die sich mit dem Streuobstbau und der Erhaltung alter Obstsorten beschäftigen.

### Schweiz

Ortsnahe Obstgärten in Miécourt

Die Schweiz hatte Anfang der 2020er-Jahre etwa 4 Millionen Hochstammobstbäume. Beeinflusst von den kleinräumigen, geographischen Verhältnissen und die verschiedenen kulturellen Einflüsse der Nachbarländer hat sich eine vielfältige Obstkultur entwickelt. Seit Ende der 1980er-Jahre finden sich Fördervereine in Peseux, Schaffhausen, Miécourt, Zizers, Roggwil, Luven und Böckten mit durchschnittlich 100 Mitgliedern. Zwei große und mehrere kleine Organisationen, öffentliche Institutionen, Baumschulen sowie eine begrenzte Anzahl aktiver Privatpersonen sind an der Erhaltung der Obstsorten beteiligt. Sie bilden den Kern der Sortenvielfalt und betreuen einen Großteil der in Frage kommenden Sorten. Erfasst werden sollen alle in der Schweiz angebauten Fruchtarten und Beeren, insbesondere auch gefährdete Wildobstarten wie Speierling (Sorbus domestica) und Mispel (Mespilus germanica).

### Weitere Regionen

#### Frankreich
70 % der Vorkommen befinden sich in der Normandie und profitieren vom Cidre-Vertrieb (90 % Äpfel, 10 % Birnen). Im Elsass oder dem Loiretal können vereinzelt Pflaumengärten oder in Fougerolles Kirschgärten für die Produktion von „Kirsch“ aufgefunden werden. Des Weiteren gibt es auch noch Streuobstwiesen in den Gebirgsregionen. Die Produktion von Produkten geschützter Herkunftsbezeichnung ist am besten in der Normandie, der Bretagne sowie Sarthe und Mayenne entwickelt, wobei Streuobstwiesen inzwischen besser in die Regelwerke geschützter Herkunftsbezeichnungen eingebunden sind.

#### Slowenien
Zwischen den beiden Weltkriegen betrug die Obstbaufläche laut Kataster bei 36.000 ha Streuobstanlagen. In guten Jahren wurden von den Obstbauern bis zu 60.000 t Äpfel geerntet. Das Obst wurde in den gesamten europäischen Raum exportiert. Hauptsorten waren Äpfel (53 %), Pflaumen und Zwetschgen (14 %), Birnen (13 %), Kirschen (5 %) sowie weitere 23 Obstarten. Mit der Entwicklung des Intensivobstbaus nach dem Zweiten Weltkrieg wurden die Anlagen immer weniger bewirtschaftet. Die letzte verfügbare Statistik aus dem Jahre 1991 gibt für Slowenien eine Anzahl von 4.312.211
Obstbäumen an. Das sind 2,25 Obstbäume pro Einwohner. Die Erkenntnis der Bedeutung des Streuobstbaues und seine aktuelle kritische Situation führten zur Revitalisierung des Streuobstbaues in Slowenien.

#### Tschechien

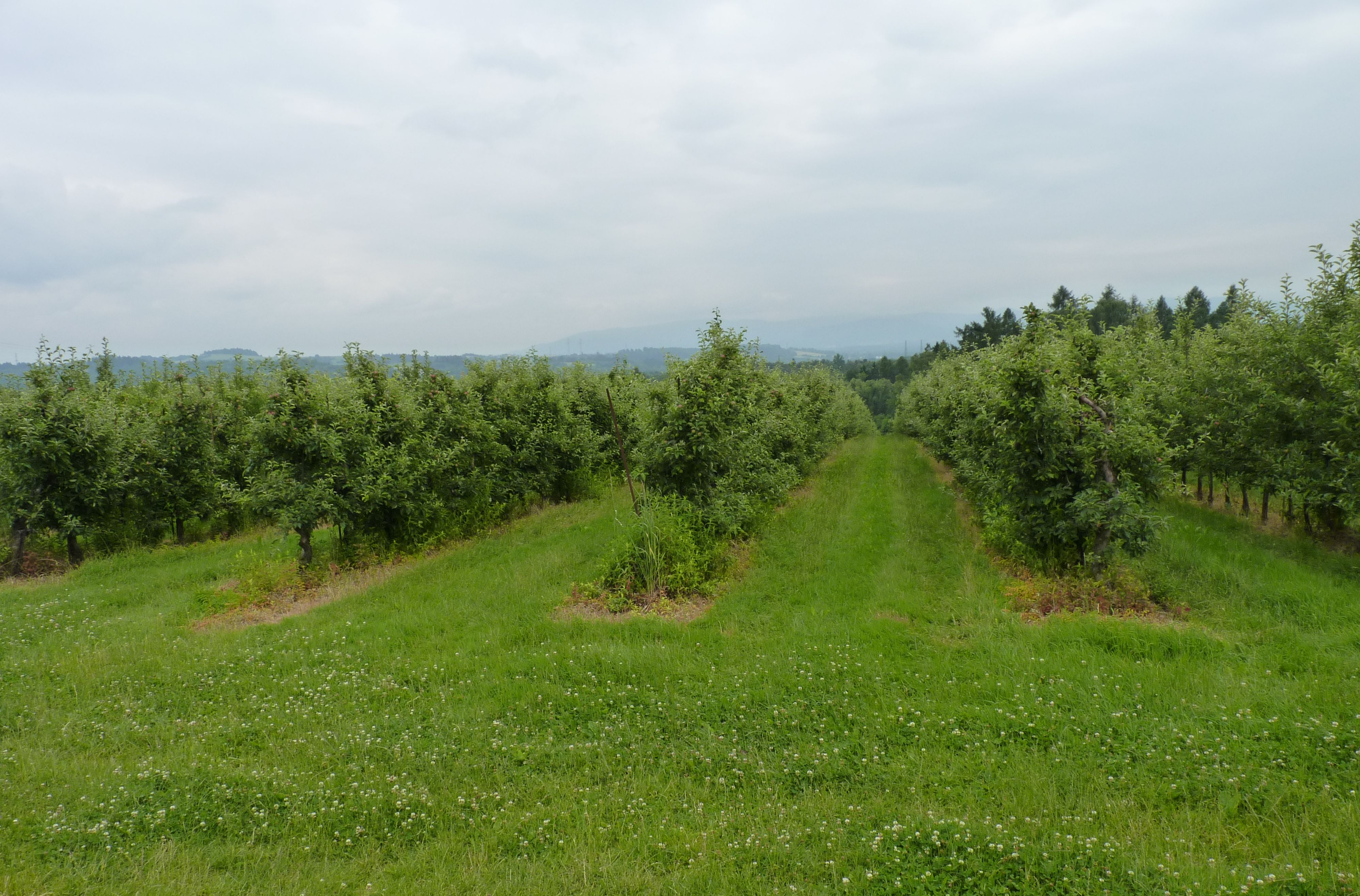
Obstgarten in Havířov (Tschechien)

In der Tschechischen Republik hat der Obstbau eine lange Geschichte. Traditionell hat man Äpfel, Kirschen, Sauerkirschen, Zwetschgen, Marillen, Pfirsiche und Beerenobst – vor allem Johannisbeeren und Stachelbeeren – angebaut. Bereits seit dem 9. Jahrhundert wurde Kernobst, vor allem Apfelbäume, überwiegend in den Klostergärten angebaut. Blüteperioden waren Mitte des 14. Jahrhunderts und im 16. und 17. Jahrhundert. Gegen Ende des 19. Jahrhunderts wurden in einigen tschechischen Gärten große Sammlungen von einheimischen und fremden Apfelsorten angelegt. Ein durchschnittlicher Obstbaubetrieb in Tschechien hat eine Fläche von 35 bis 50 ha. Im Vergleich zu den EU-Ländern, wo ein durchschnittlicher Betrieb nur 2 bis 5 ha groß ist, sind die Flächen in der Tschechischen Republik also deutlich größer. Die wichtigsten Obstbaugebiete liegen in Südmähren, Mittel– und Ostböhmen. Diese drei Kreise decken 67 % der gesamten Handelsproduktion ab.

#### Polen

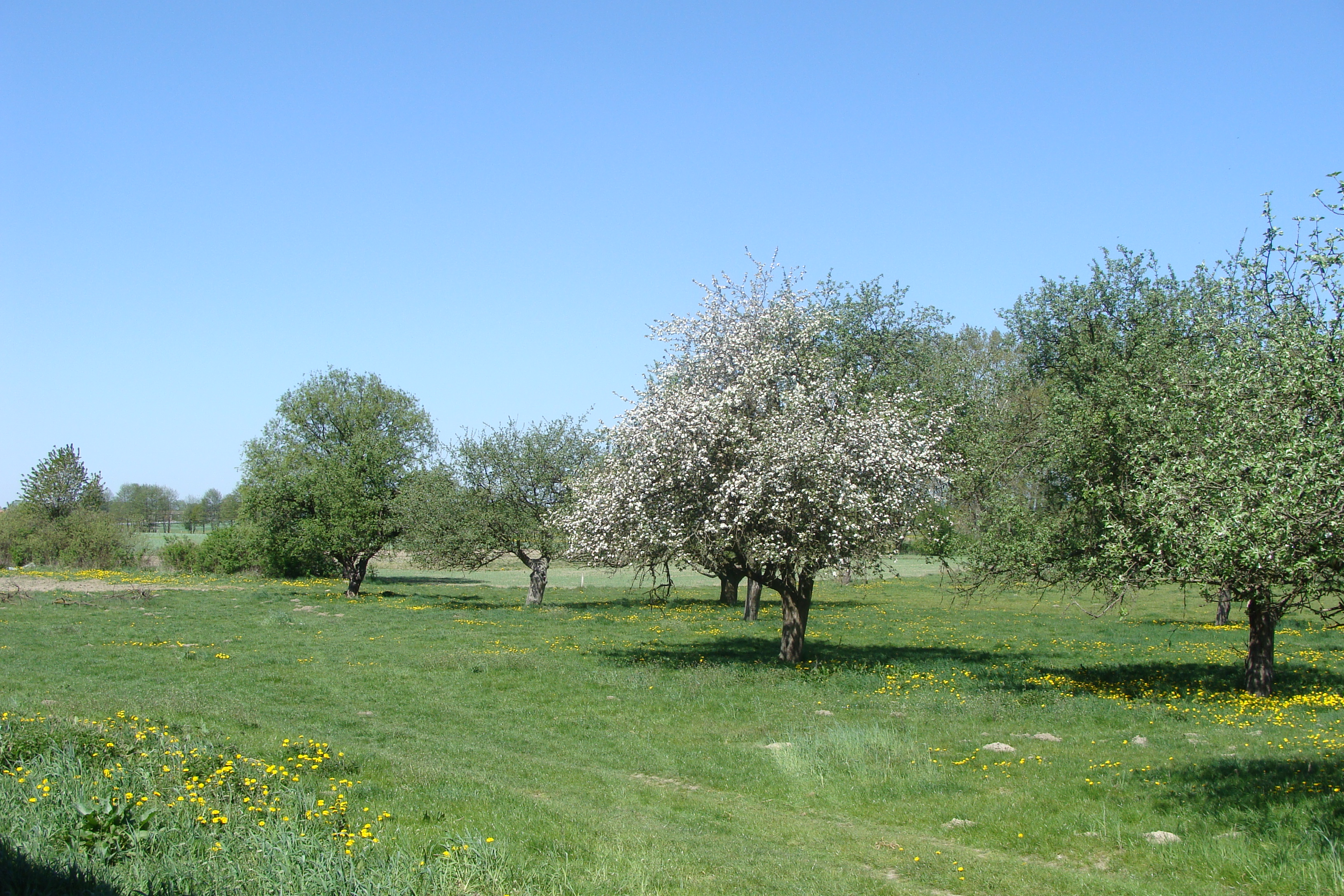
Obstgarten in Strzałki (Polen, 2009)

2010 betrug nach Daten des polnischen Statistikamtes die Fläche der Obstgärten in Polen 374,2 Tausend Hektar und war im Vergleich zu 2002 um 103,2 Tausend Hektar (38,1 %) größer, während die Anzahl der Betriebe, die Obstgärten nutzen, um 10,2 % (um 32,2 Tausend) abnahm und sich auf 284,6 Tausend Betriebe belief. Die durchschnittliche Fläche eines Obstgartens in Polen betrug 1,31 ha, wobei sich die Anbauflächen wie folgt verteilten: Obstbäume 71,3 %, Obststräucher 24,3 %, Baumschulen für Obstbäume und -sträucher 4,4 %.

## Ökologie der Streuobstwiesen
Obstbäume können den Boden an Hängen vor Bodenerosion schützen, sodass eine Weidewirtschaft nachhaltig durchführbar ist. Die im 18. Jahrhundert typischen Streuobstgürtel der Siedlungen wirkten auch als Windschutz. Extreme Temperaturen werden durch den Luftaustausch zwischen schattigen und besonnten Flächen abgeschwächt, und die Windgeschwindigkeit wird durch die höhere Strukturvielfalt vermindert. Mit ihren unterschiedlichen Wuchsformen, Blühzeiten und -farben und Herbstfärbungen nehmen sie auch eine gestalterische Funktion wahr und werden dadurch von der Bevölkerung gerne in der Freizeit aufgesucht.
Die Baumdichte auf Streuobstwiesen beträgt in Abhängigkeit von den Obstarten 60 bis 120 Bäume pro Hektar. Das ist wenig im Vergleich zu Obstplantagen, wo bis zu 3000 Bäume pro Hektar üblich sind. Für einen ausgewachsenen Hochstamm werden in der Regel 10 × 10 m Fläche eingeplant, während im Intensivanbau für eine Schlanke Spindel nur 1–2 m² benötigt werden.
Auf extensiv bewirtschafteten Streuobstwiesen komplettiert je nach Artenzusammensetzung, Standortfaktoren und Zweitnutzung (Weide, Wiese, Acker) eine artenreiche Tierwelt (Fauna) die Lebensgemeinschaft (Biozönose). Insbesondere ist die Streuobstwiese ein wichtiger Lebensraum für Vögel und Gliederfüßer wie Insekten oder Spinnen. Streuobstwiesen weisen nur zwei deutliche „Stockwerke“ auf: die Kronenschicht der Obstbäume und die aus Gräsern, Kräutern und teilweise niederen Stauden bestehende Krautschicht. Durch den weiten Stand der lichtkronigen Bäume ist die Krautschicht besonnt und sehr vital. Im Unterschied zu Obstplantagen, selbst wenn dort auf Insektizide und Herbizide verzichtet wird, sind Streuobstwiesen wesentlich artenreicher. Dies gilt auch für den Vergleich von biologisch bewirtschafteten Niederstamm-Anlagen, deren Ökologie konventionell oder integriert bewirtschafteten Niederstammanlagen mehr gleicht als Streuobstwiesen („Ökologiegradient“).

### Pilze (Fungi)

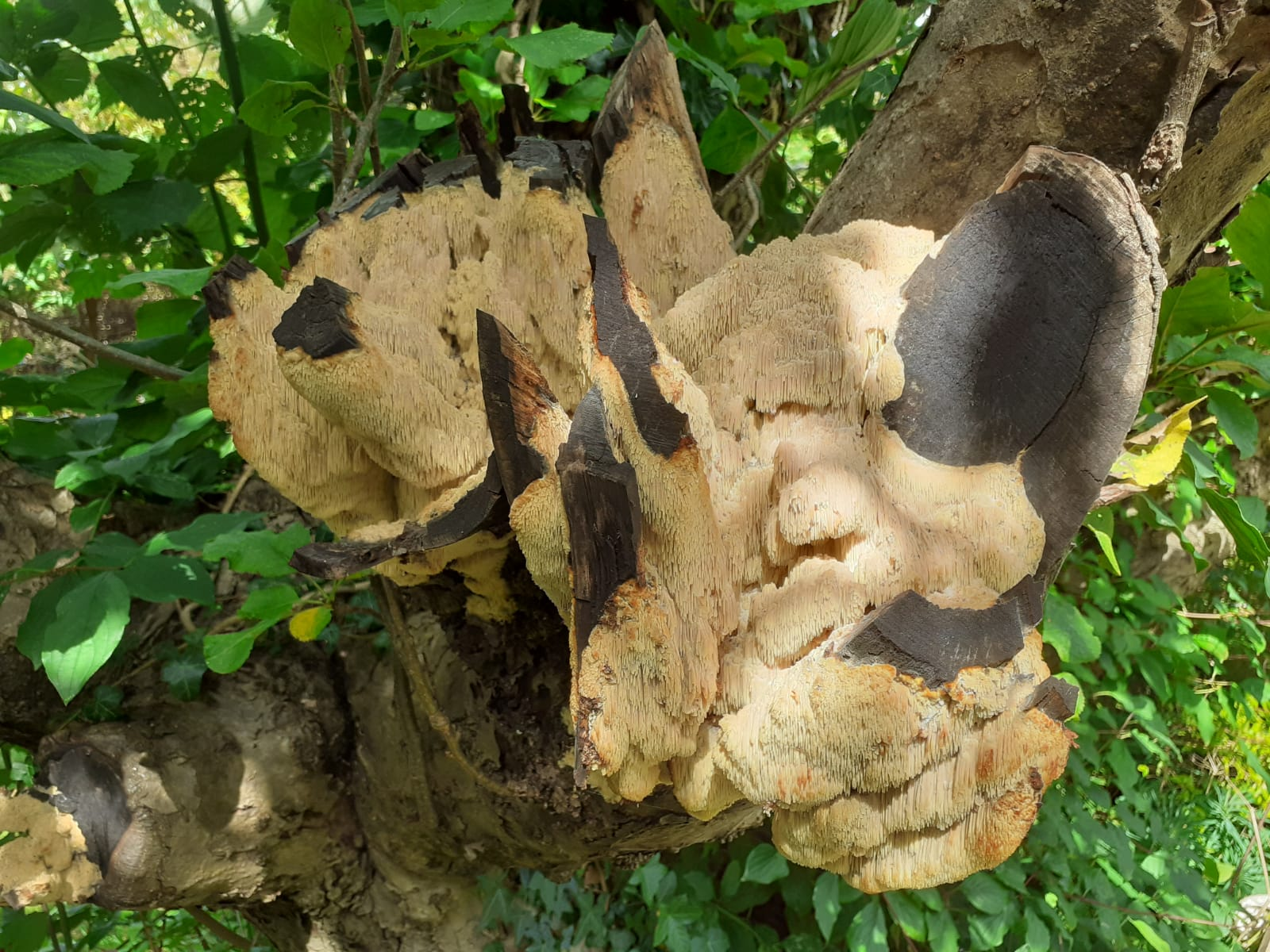
Gelber Stachelbart

Pilze wurden auf Streuobstwiesen selten systematisch erfasst. In Sachsen-Anhalt wurden 13 in Deutschland gefährdete Arten gefunden. Für den Apfelbaum-Weichporling (Tyromyces fissilis) und den Kirschbaumkraterpilz (Craterocolla cerasi) bildet Totholz von älteren Apfel- bzw. Kirschbäumen ein bevorzugtes Substrat. Als weiteren typischen Besiedler alter Apfelbäume wurde der gefährdete Gelbe Stachelbart (Sarcodontia crocea) gefunden. In der Umgebung von Graz wurden auf mageren Streuobstwiesen die Ständerpilze Gräser-Olivschnitzling (Simocybe filopes) und Süßlichriechendes Graublatt (Tephrocybe osmophora) aufgefunden.

### Moose (Bryophyta)
Auch für Moose liegen nur wenige Erfassungen auf Streuobstwiesen vor. Als typische Vertreter gelten der Grüne Drehzahn (Tortula virescens) und das Glattstielige Kurzbüchsenmoos (Brachythecium salebrosum).

### Gefäßpflanzen (Tracheophyta)
Die Artenzahl und -zusammensetzung der Gefäßpflanzen hängt vor allem von den klimatischen und edaphischen Standortfaktoren und dem Management des Unterwuchses ab. Die Flächengröße spielt kaum eine Rolle. Die Krautschicht einer Streuobstwiese kann eine große Anzahl blühender Wiesenkräuter aufweisen, die je nach Standortbedingungen verschieden zusammengesetzt sind. Eine artenreiche Flora wurde bei der klassischen Nutzungsweise vor allem durch eine extensive Beweidung mit Rindern oder Schafen begünstigt. Auch kleinräumig innerhalb einer Streuobstwiese können sich standortbedingt deutliche Unterschiede in der Zusammensetzung der Vegetation ergeben. So begünstigt die Beschattung durch die Obstbäume kleinräumig das Vorkommen von Frühjahrsgeophyten, wie dem Wald-Gelbstern (Gagea lutea). Die Vertreter der Nährstoff-Zeigerpflanzen sind vorwiegend auf nährstoffreichen Grünlandstandorten zu finden. Meist kann man dabei von einer langjährig hohen Nährstoffzufuhr ausgehen. Erfolgt auf solchen nährstoffreichen Grünlandflächen nur sporadisch eine Nachsaat, können Nährstoffzeiger in hohen Anteilen auftreten. Als typische Nährstoffzeiger gelten Stumpfblatt-Ampfer (Rumex obtusifolius), Wiesen-Kerbel (Anthriscus sylvestris), Wiesen-Bärenklau (Heracleum sphondylium), Giersch (Aegopodium podagraria), Große Brennnessel (Urtica dioica), Weiße Taubnessel (Lamium album), Kälberkropf (Chaerophyllum hirsutum), Gemeine Quecke (Elymus repens) und Beinwell (Symphytum officinale). Als Zeigerpflanzen für starke Bodenverdichtungen gelten Breitwegerich (Plantago major), Vogelknöterich (Polygonum aviculare), Knopf-Kamille (Matricaria discoidea), Kriechender Hahnenfuß (Ranunculus repens), Herbst-Löwenzahn (Leontodon autumnalis), Gänse-Fingerkraut (Potentilla anserina), Jährige Rispe (Poa annua), Lägerrispe (Poa supina) und das Flechtstraußgras (Agrostis stolonifera).

### Fauna
In Streuobstwiesen können zwischen 2000 und 5000 Tierarten beheimatet sein beziehungsweise dort ihre Nahrung finden.

#### Schnecken (Gastropoda)
Schnecken wurden bei der Untersuchung von Streuobstwiesen selten berücksichtigt. Die in der Roten Liste gefährdeter Tiere und Pflanzen aufgeführte Schmale Windelschnecke (Vertigo angustior) findet sich beispielsweise auf einer Fläche von 60 m² innerhalb des Naturschutzgebietes Lange Dreisch und Osterberg in Niedersachsen. Ihr Erhaltungszustand wurde dort 2011 in der atlantischen Region als „schlecht“ bewertet.

#### Spinnentiere (Arachnida)

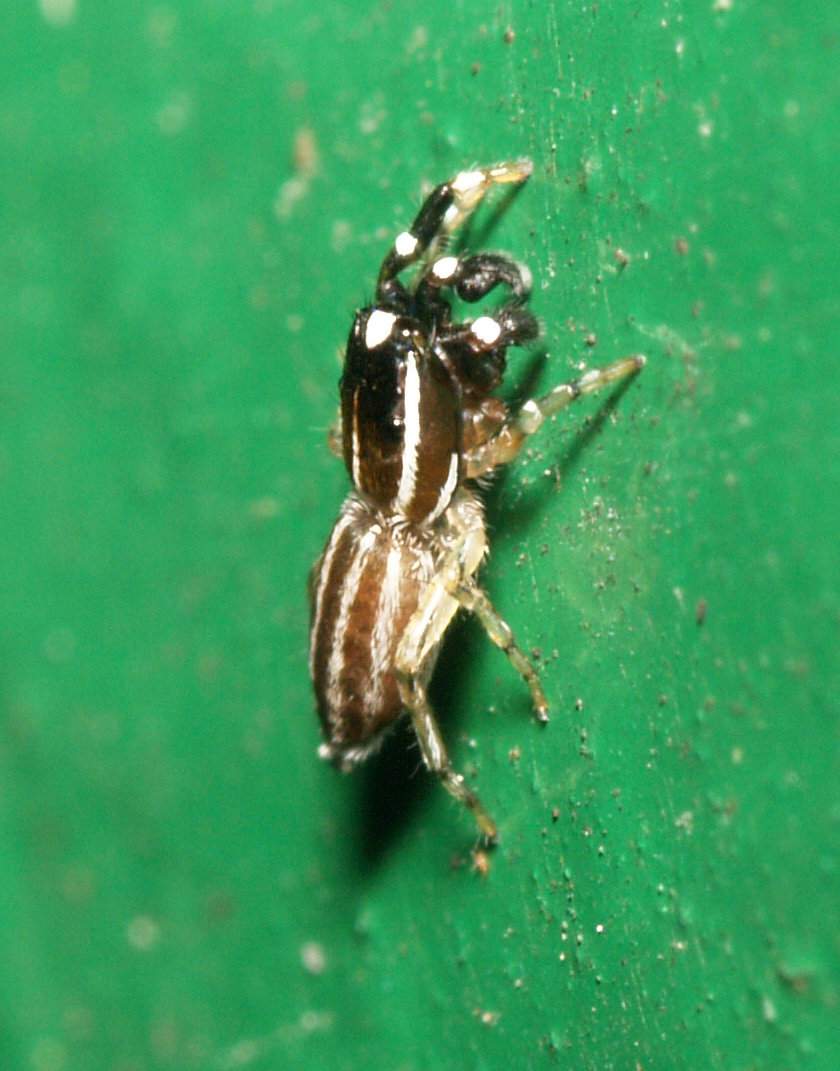
Scheinpfeilspringer

Auf einzelnen Streuobstflächen wurden 72–110 Arten Webspinnenarten registriert. Im Vergleich zu einer intensiv genutzten Obstplantage war die Artenzahl und die Anzahl der in Barberfallen gefangenen Spinnen ca. doppelt bzw. dreifach so hoch. Charakteristische Arten sind die Pflaumenblattbeutelgallmilbe (Eriphyes similis), die Blätter von Pflaumenbäumen befällt, der Flachstrecker (Philodromus buxi) und der Scheinpfeilspringer (Pseudicius encarpatus). Bezüglich des Managements empfiehlt sich eine räumlich und zeitlich komplementäre extensive Mahd und Beweidung, da diese sich unterschiedlich auf die Artenzusammensetzung von Pflanzen auswirken und Spinnen der Krautschicht von einer hohen Diversität der Pflanzen profitieren.

#### Insekten

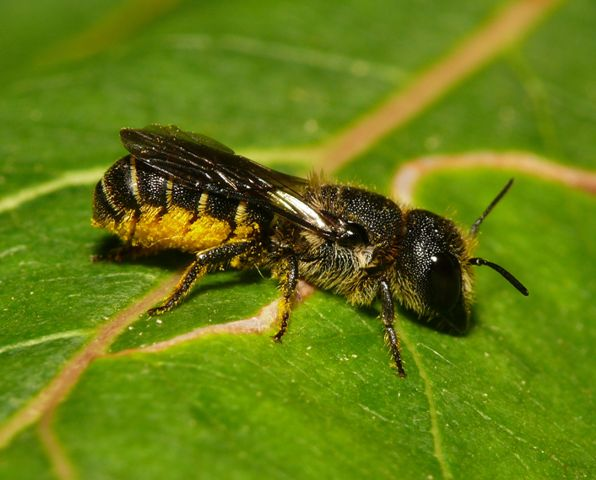
Hahnenfußscherenbiene

In Baden-Württemberg konnten von den in diesem Bundesland bekannten Wildbienenarten 43 % (204 von 480) auf Streuobstwiesen nachgewiesen werden, davon 47 bundes- oder landesweit gefährdete Arten. In Sachsen-Anhalt fanden sich im Jahr 2013 bei einer FFH-Erfassung auf Streuobstwiesen 200 der damals 417 aus dem Bundesland bekannten Wildbienenarten; dies entspricht 34 % der 582 in Deutschland nachgewiesenen Arten. Die überwiegende Anzahl an Wildbienen legt ihre Nester im Boden oder in Holzstrukturen an. Die meisten Arten können Totholz erst besiedeln, nachdem Holzkäfer oder Schmetterlingsraupen ihre Fraßgänge verlassen haben. Sie benötigen daher altes Totholz, sind von Baumrodungen oder von Baumpflegemaßnahmen besonders betroffen und reagieren auf solche Maßnahmen möglicherweise mit einem lokalen Erlöschen ihrer Populationen. In Jahren mit ungünstiger Witterung kann die Bestäubungsleistung der Honigbiene geringer als bei manchen Wildbienenarten sein. Charakterarten, das heißt auf selten gewordene Nahrungspflanzen angewiesene Arten, sind die Zaunwickensandbiene (Andrena lathyri), die Hahnenfußscherenbiene (Osmia truncorum) und die stark gefährdete Grubenhummel (Bombus subterraneus).
An Schwebfliegen (Syrphidae) konnten in Sachsen-Anhalt acht unmittelbar auf abgestorbenes, verrottendes Holz oder auf den Saftfluss lebender Bäume angewiesene Arten nachgewiesen werden wie die Helle Bronzeschwebfliege (Callicera aenea), Ceriana conopsoides und Chalcosyrphus valgus. Die Larven vieler Fruchtfliegenarten (Drosophilidae) entwickeln sich in faulendem Obst und auch die adulten Fliegen saugen oft am Obst, so dass sie typische Streuobstbewohner sind.
Zu den Charakterarten oder an Streuobstwiesen gebundene Arten der Schmetterlinge (Lepidoptera) zählen in Bayern die Tagfalter Großer Fuchs (Nymphalis polychloros), Pflaumen-Zipfelfalter (Satyrium pruni), Baumweißling (Aporia crataegi), Schwalbenschwanz (Papilio machaon) und das Schachbrett (Melanargia galathea), in Sachsen zusätzlich der C-Falter (Nymphalis c-album) und der Nierenfleck-Zipfelfalter (Thecla betulae) sowie der Braune Waldvogel (Aphantus hyperantus) in Niedersachsen. Variationen bei der Pflege (Beweidung, Mahd, zeitlich begrenzte Brache) sind empfehlenswert, um unterschiedlichen Lebensraumbedürfnissen von Schmetterlingen gerecht zu werden.

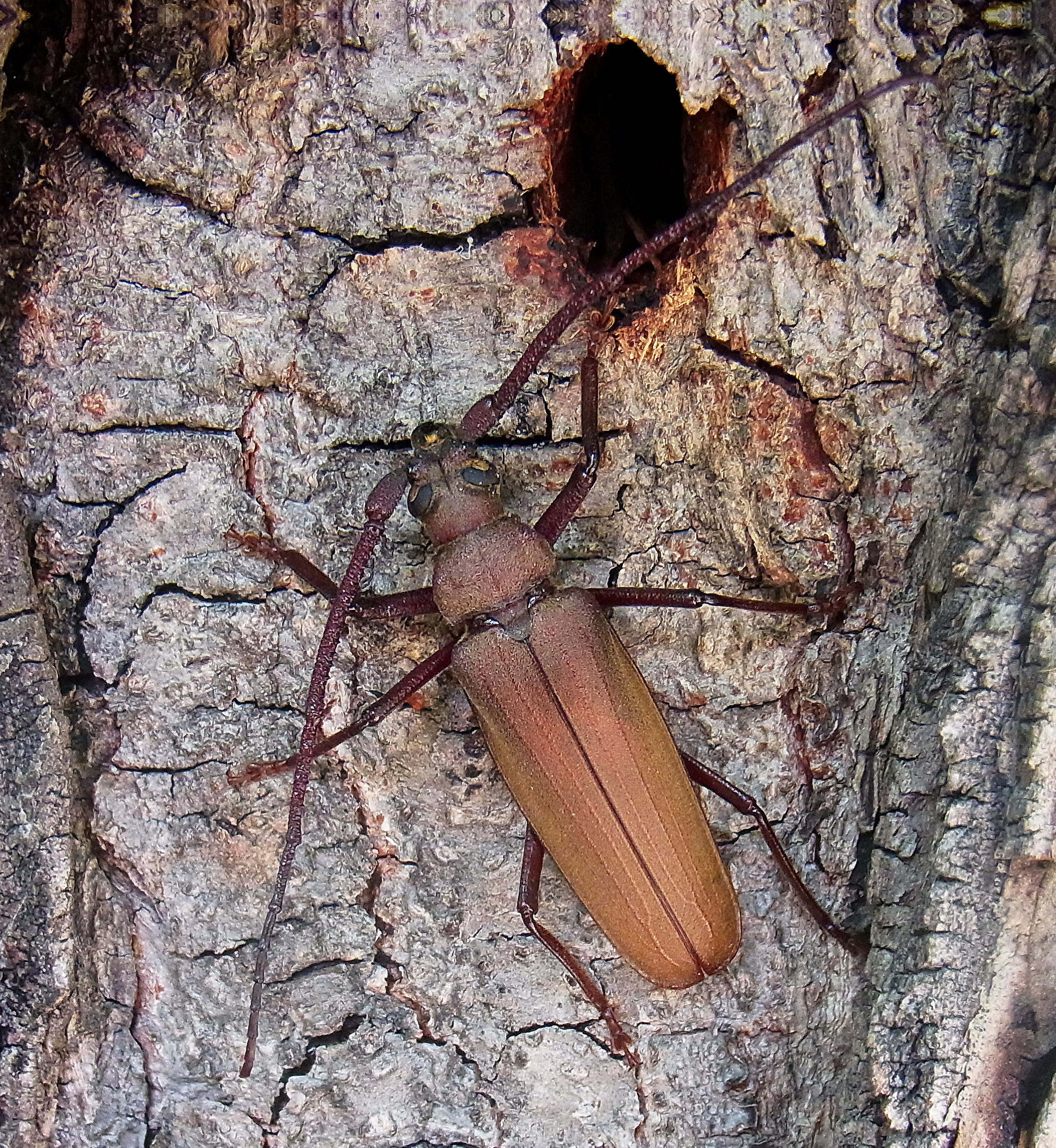
Körnerbock vor Schlupfloch in Rosskastanie

Zu den an Obstbäumen lebenden xylobionten, vom Aussterben bedrohte Käferarten zählen die Bockkäfer Körnerbock (Megopis scabricornis), Purpurbock (Purpuricenus kaehleri), Scheckenbock (Ropalopus clavipes) und Großer Wespenbock (Necdalis major) sowie der Pochkäfer Flaumiger Pistazien-Bohrkäfer (Hedobia pubescens) und Fiebers Goldkäfer (Potosia fieberi). Es gibt Hinweise darauf, dass die Artenzahl xylobionter Käfer mit dem Alter der Apfelbäume und dem Totholzvorrat signifikant zunimmt.
Von den in Sachsen-Anhalt erfassten Wespenarten sind 12 als national gefährdet eingestuft. Die Hornisse (Vespa crabro) ist nach der Bundesartenschutzverordnung besonders geschützt.

#### Amphibien und Reptilien
Amphibien und Reptilien sind keine charakteristischen Streuobstwiesenbewohner. In Nachbarschaft geeigneter Laichgewässer können Streuobstbestände Nahrung und Verstecke für Laubfrosch (Hyla arborea), Erdkröte (Bufo bufo), Grasfrosch (Rana temporaria), Moorfrosch (Rana arvalis) und selbst Feuersalamander (Salamandra salamandra) bieten. An Reptilien wären beispielsweise die gefährdeten Waldeidechsen (Zootoca vivipara), die Äskulapnattern (Zamenis longissimus) und Ringelnattern (Natrix natrix) zu nennen.

#### Vögel

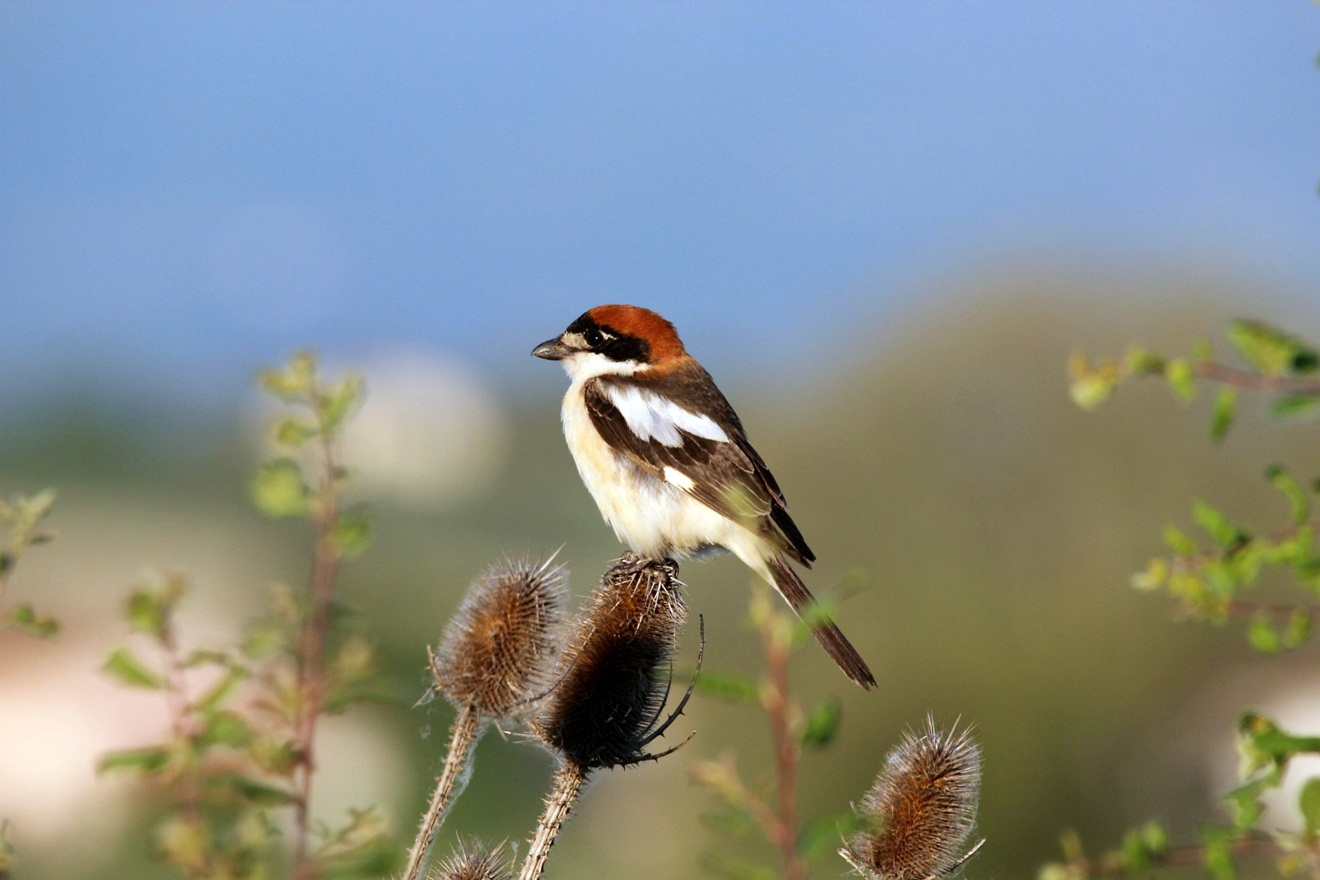
Ein vom Aussterben bedrohter Rotkopfwürger (Lanius senator)

Für viele mitteleuropäische Vogelarten sind alte Streuobstbestände durch ihren Höhlen- und Totholzreichtum die idealen Brutstätten. Im Vergleich zu Obstplantagen sind Streuobstwiesen deutlich artenreicher an Vögeln. Am Bodensee waren Niederstammanlagen arten- und individuenärmer als Streuobstwiesen; mit zunehmender Nutzungsintensivierung sank sowohl die Artenzahl als auch die Gesamtabundanz der Vögel. Indikatorarten benötigen ein strukturreiches Baumstratum sowie einen offenen Untergrund für die Nahrungssuche. Zu den Leitarten zählen
Gartenrotschwanz (Phoenicurus phoenicurus), Stieglitz (Carduelis carduelis), Rotkopfwürger, Neuntöter (Lanius collurio), Grünspecht (Picus viridis), Wiedehopf (Upupa epops) sowie Steinkauz (Athene noctua), Wendehals (Jynx torquilla), Ortolan (Emberiza hortulana) und Bluthänfling (Acanthis cannabina), wobei letztere Drei in Bayern in den letzten 25–30 Jahren um mehr als 50 % zurückgegangen sind. Dies lag am Verlust magerer, lückiger Vegetation aber auch an Obstbaumreihen in den Ackerbaugebieten Frankens. Auf Streuobstbeständen in Mittel- und Norddeutschland mit einer Fläche unter 10 ha fehlten alle Leitarten ― besiedelten jedoch alle Bestände mit Flächen von mindestens 33,3 ha. Das Management von Streuobstwiesen hat ebenfalls einen Einfluss auf die Artenzahl von Vögeln. Mit nachlassender Nutzung und der einsetzenden Sukzession nimmt der Anteil an Waldvögeln zu und der Anteil an Ackervögeln ab.

#### Säugetiere

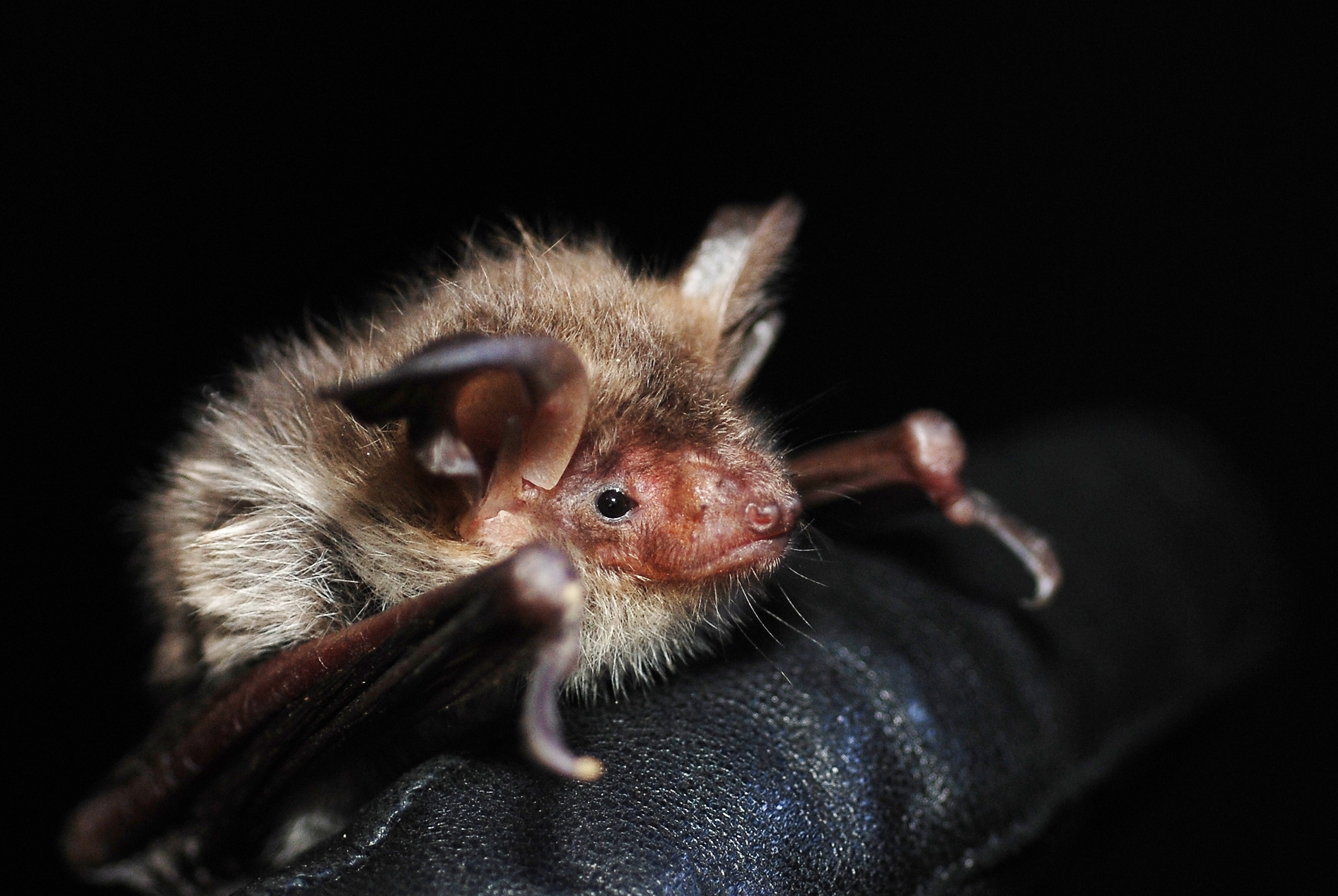
Bechsteinfledermaus

Höhlenbewohner wie Fledermäuse (Ciroptera) und Bilche nutzen Streuobstwiesen sowohl als Jagdrevier wie auch als Winterquartier oder zur Aufzucht von Jungtieren. Alle dort vorkommenden Fledermäuse wie Bechsteinfledermaus (Myotis bechsteinii), Fransenfledermaus (Myotis nattereri), Zwergfledermaus (Pipistrellus pipistrellus), Mückenfledermaus (Pipistrellus pygmaeus) und Braunes Langohr (Plecotus auritus) stehen in den Anhängen der FFH-Richtlinie. Die Aktivität von Fledermausarten der Substratsammler-Gilde (diese können Insekten am Boden erbeuten) in Streuobstwiesen hängt von der Vegetationshöhe der Wiese ab. Daher wird ein wechselndes Mahd- und Beweidungssystem zur Schaffung einer niedrigen Vegetationshöhe empfohlen. Der Kot von Weidetieren erhöht das Beutespektrum um koprophage Insekten. Früchte, Nüsse und Beeren dienen dem Gartenschläfer (Eliomys quercinus) und Obst dem Siebenschläfer (Glis glis) als Nahrung. Extensive Streuobstwiesen gehören daher zu den bevorzugten Habitaten dieser beiden Bilcharten. Sie gehören damit zu den Charakterarten von Streuobstwiesen.

## Obstsorten der Streuobstwiesen
Für die Streuobstwiese eignen sich nur robuste veredelte Hochstämme mit geringen Ansprüchen an Pflege und Standort. Die Wildformen stellten auf Grund ihrer Herkunft jedoch meist hohe Ansprüche an Boden und Klima, daher wurden spezielle, widerstandsfähige Sorten gezüchtet, die den jeweiligen Gegebenheiten angepasst sind. Die Sortenvielfalt hat einen regionalen Bezug; traditionelle Artenzusammensetzung und Sortenauswahl weisen einen sehr hohen Spezialisierungsgrad für unterschiedliche Standorte und Nutzungen auf. Alte Sorten, die traditionell im Streuobstanbau verwendet werden, wurden zu einer Zeit entwickelt, als Pflanzenschutzmittel gar nicht oder nur sehr eingeschränkt zur Verfügung standen. Sie sind daher gegenüber Krankheiten und Schaderregern als besonders robust einzustufen.
Von den weltweit gelisteten Apfelsorten werden in Deutschland etwa 1.400 zumeist in Streuobstbeständen verwendet, während im Intensivobstabau 20 Apfelsorten eine wirtschaftliche Bedeutung erringen. In der Deutschen Genbank Obst am Institut für Züchtungsforschung bei Obst in Dresden-Pillnitz werden 1.444 mitteleuropäische Sorten (Apfel: 743, Birnen: 204, Pflaumen: 209, Kirschen: 288) kultiviert. Die Verbreitung mancher Sorten kann auf wenige Dörfer beschränkt sein. Es entstanden Lokalsorten. Die typischen alten Obstsorten der Streuobstwiese, die über Jahrhunderte ortsspezifisch entwickelt wurden, stellen ein großes genetisches Potential dar. Die Karcherbirne eignet sich auch für klimatisch ungünstige Lagen, die Blutbirne ist wegen ihres rot marmorierten Fruchtfleisches eine pomologische Besonderheit. Dattelzwetschgen eignen sich, wenn sie wurzelecht (unveredelt) gepflanzt werden, als Heckenpflanzung. Von den Kirschen eignet sich Dolleseppler besonders für Obstbrand (Kirschwasser) hervorragend. Neben den unten gelisteten Apfelsorten zur Mostgewinnung sollten noch Champagner, Goldparmäne, Gewürzluiken und Zabergäu erwähnt werden, die explizit im Streuobstbau vertreten sind.
| Sorte                        | geeignet als | Abstammung                                 | Bild                      |
| ---------------------------- | ------------ | ------------------------------------------ | ------------------------- |
| Bittenfelder                 | Säureträger  | Zufallssämling                             | Bittenfelder              |
| Börtlinger Weinapfel         | Säureträger  | Zufallssämling                             | Börtlinger Weinapfel      |
| Bohnapfel                    | Aromaträger  | Zufallssämling                             | Bohnapfel                 |
| Boskoop                      | Säureträger  | Zufallssämling                             | Boskoop                   |
| Bramley (Apfel)              | Säureträger  | Zufallssämling                             | Bramleys Sämling          |
| Brettacher                   |              | Zufallssämling                             | Bramleys Sämling          |
| Danziger Kantapfel           |              | Zufallssämling                             | Danziger Kantapfel        |
| Dülmener Herbstrosenapfel    |              | Zufallssämling                             | Dülmener Herbstrosenapfel |
| Engelsberger Renette         | Säureträger  | Zufallssämling                             | Engelsberger              |
| Erbachhofer Mostapfel        |              | Zufallssämling                             | Erbachhofer Mostapfel     |
| Finkenwerder Herbstprinz     |              | Zufallssämling                             | Finkenwerder              |
| Gehrers Rambour              | Säureträger  | vermutlich Sämling von Roter Trierer Apfel | Gehrers Rambour           |
| Grahams Jubiläumsapfel       |              | Zufallssämling                             | Grahams Jubiläumsapfel    |
| Hauxapfel                    | Säureträger  | vermutlich Sämling von Roter Trierer Apfel | Hauxapfel                 |
| Hilde                        | Säureträger  | Zufallssämling                             | Hilde                     |
| Horneburger Pfannkuchenapfel | Säureträger  | Zufallssämling                             | Horneburger               |
| Jakob Fischer (Apfel)        |              | Zufallssämling                             | Jakob Fischer             |
| Kardinal Bea                 |              | Zufallssämling                             | Kardinal Bea              |
| Luxemburger Reinette         |              | Zufallssämling                             | Luxemburger Reinette      |
| Pommerscher Krummstiel       |              | Zufallssämling                             | Pommerscher Krummstiel    |
| Rheinischer Krummstiel       |              | Zufallssämling                             | Rheinischer Krummstiel    |
| Rote Sternrenette            |              | Zufallssämling                             | Rote Sternrenette         |
| Sonnenwirtsapfel             |              | Zufallssämling                             | Sonnenwirtsapfel          |
| Welschisner                  | Säureträger  | Zufallssämling                             | Welschisner               |
| Schöner von Wiltshire        | Säureträger  | Zufallssämling                             | Wiltshire                 |
| Winterrambur                 |              | Zufallssämling                             | Winterrambur              |

Die richtige Auswahl für die lokalen Variationen der Streuobstwiesen kann ein Pomologe leisten, ebenso sollten zu den jeweiligen Anpflanzungen von Ausgleichsmaßnahmen eine Qualitätssicherung von diesen Spezialisten durchgeführt werden, um die Zusammensetzung aus angepassten Sorten für den jeweiligen Standort zu sichern.

## Gefährdungen

### Fehlende Pflege
Die Schwierigkeit der Pflege führt dazu, dass die Streuobstbäume nicht fachgerecht – wenn überhaupt – gepflegt werden. Etwa 80 % der Bäume sind nicht oder nur noch unzureichend gepflegt, dabei ist die Pflege durch Rückschnitte bei jungen Bäumen entscheidend, damit diese ein hohes Alter erreichen. Von 10 gepflanzten Bäumen entwickeln sich in den meisten Regionen nur noch 2–3 zu kräftigen, zukunftsfähigen Bäumen. Brach liegende Streuobstwiesen verbuschen aufgrund fehlender Mahd und lassen Gehölze und Jungwälder wachsen. Ein weiteres Problem ist die Überalterung der Streuobstbäume. Besonders gefährdend ist die Überalterung bei ausbleibenden Neu- und Nachpflanzungen, so dass gesunde Obstbäume fehlen. Streuobstwiesen werden als Ausgleichsflächen angelegt, weil sie viele Ökopunkte auf vergleichsweise wenig Raum bringen, dann aber nicht weiter gepflegt werden, da kein Interesse an der Nutzung besteht.

### Klimawandel
Klimatische Veränderungen sind ebenfalls eine Gefahr für Streuobstwiesen. Heiße Sommer und fehlender Niederschlag verursachen Hitze- und Trockenstress, die der Vitalität von Bäumen zusetzen. Auch die Überalterung wird durch die trockenen Sommer vorangetrieben. Zudem häufen sich extreme Sturmereignisse, die bei nicht ausgelichteten Kronen höhere Schäden verursachen. Eine weitere Folge des Klimawandels ist winterliche Wärme, die dazu führt, dass die Obstbäume zeitiger blühen. Wenn es dann erneut zu Frösten kommt, beschädigt dies die Blüte und es kommt zu Ernteausfällen. Die Wahrscheinlichkeit, dass in den ersten 3 Aprilwochen noch Minustemperaturen auftreten, hat sich nicht geändert und liegt immer noch bei 50–73 %. Unter 0 °C erfriert aber die Obstblüte. Ab einer Jahresdurchschnittstemperatur von 8,5–9,0 °C spricht man von einem „Obstbauklima“, bei 9,5–10 °C von „Weinbauklima“. 7,5 °C Durchschnittstemperatur gelten als untere Grenze für den Erwerbsanbau von Obst. Viele Anbauzonen haben sich in Richtung reines Weinbauklima verschoben. Von der Klimaverschiebung profitieren obstbauliche Arten mit einem hohen Wärmeanspruch. Beim Apfel sind es Spätsorten wie Braeburn oder Fuji, deren Anbau 1970 kaum möglich gewesen wäre. Durch die Vegetationsverlängerung sind bei späten Sorten auch höhere Gehalte an Inhaltsstoffen zu verzeichnen, sprich die Geschmacksqualität wird besser. Im Gegenzug verschwand Cox Orange völlig aus dem Handelssortiment, weil diese Sorte neben anderen Nachteilen bei Sommertrockenheit zu Fruchtrissen und zur Ausbildung von zu kleinen Früchten neigt. Als weitere obstbauliche Kultur rückt im „Weinbauklima“ die Tafeltraube ins Rampenlicht, die einen sehr hohen Wärmeanspruch hat. Für den Verbraucher bedeutet das insgesamt ein verbessertes Angebot an erntefrischem Obst, d. h. es gibt früher und länger frisches Obst. Die Erträge und die Qualitäten werden durch die Klimaerwärmung eher besser. Andererseits nehmen Witterungsextreme zu, die von den Obsterzeugern Investitionen erfordern, etwa in Hagelschutz- und Überdachungssysteme oder Bewässerungseinrichtungen.

### Krankheiten, Schaderreger und Misteln

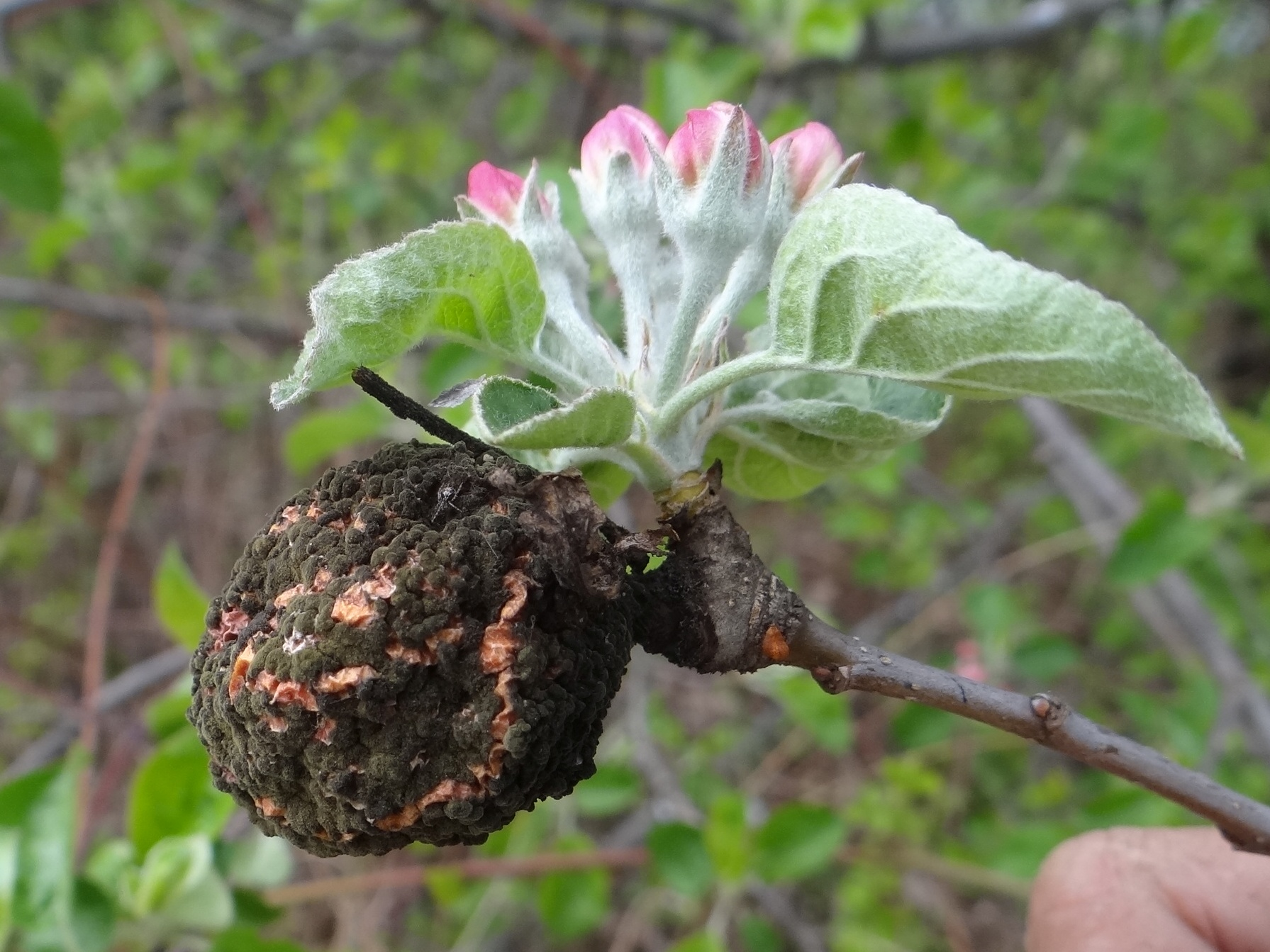
Blühender Apfel mit „Fruchtmumie“ von Monilia fructigena

Feuerbrand, Hallimasch-Befall und Apfeltriebsucht schädigen Baum und Früchte. ― immer wieder kommen in diesem Ausmaß noch nicht beobachtete Schadpilze wie Entomosporium mespili oder Marssonina coronaria hinzu. In ursprünglich kühleren Regionen kommen vermehrt Schädlinge, wie Läuse und Kirschfruchtfliegen, auf Streuobstwiesen vor. Als Monilia und früher Sclerotinia bezeichnet(e) man die Erreger der Blüten- und Fruchtfäule von Kern- und Steinobst. Der heutige gültige Name ist Monilinia, häufiger wird aber die Bezeichnung Monilia verwendet. Insgesamt fördert Regen die Infektion der Blüten und Früchte sehr stark. Unterarten befallen Sauer-, Süß- und Zierkirschen und Steinobst-Früchte wie von Zwetschgen, Mirabellen, Mandeln, Pfirsichen und Nektarinen. Der Pilz dringt über die Blüte ins Holz ein. Befallene Früchte bleiben als Fruchtmumien am Baum hängen und fallen nicht herunter. Dadurch ist die Mumie (und damit der Pilz) vor Zersetzung am Boden geschützt und kann oben auf dem Baum im nächsten Jahr zur Blütezeit und während der Fruchtreife massenweise ovale, zitronenförmige Sporen freisetzen, die die Blüten und Früchte infizieren. Auf den Mumien kann man bei genauem Hinsehen meist graue (Monilinia laxa und Monilinia fructicola) oder ockergelbe Sporenlager (Monilinia fructigena) erkennen.
Misteln drücken mit ihrem Gewicht auf die Kronen, sodass diese unter der Last einbrechen. Im Enzkreis wurde im Herbst 2023 eine Bekämpfungsstrategie für die Gemarkung erarbeitet. Ziel ist es, den Mistelbefall möglichst flächendeckend und dauerhaft einzudämmen und dabei Aspekte des Artenschutzes zu beachten. Es wurde beschlossen, den betroffenen Baumeigentümern einen finanziellen Anreiz zum Mistelschnitt oder eine kostenfreie Mistelentnahme durch Pflegeteams aus Obstbaumfachwarten anzubieten. Die Schnittmaßnahmen wurden aus Gründen des Artenschutzes Ende Februar abgeschlossen. Das Schnittgut verblieb zunächst auf Haufen geschichtet vor Ort. Mit Schlepper, Gehölzgabel und Wagen mit Ladekran brachten Bauhofmitarbeiter das Material an Sammelstellen. Dort verarbeitete der Großhäcksler anschließend das Schnittgut zu Hackschnitzeln.

### Mangelnde Wirtschaftlichkeit
Streuobstwiesen erfordern einen deutlich höheren Arbeitseinsatz bei der Ernte als in Niederstammanlagen. Zudem kommen Hochstämme in der Regel erst nach 10 Jahren in den Vollertrag, Niederstämme bereits im dritten oder fünften Jahr nach ihrer Pflanzung. Haupt- und Nebenerwerbslandwirte bewirtschaften seit den 1990er Jahren auf immer größeren Flächen ihre Flächen mit speziellen Ernte- und Schüttelmaschinen. Streuobstwiesen auf Grenzertragsstandorten wurden häufig aufgegeben, als reines Grünland genutzt oder aufgeforstet. „Die Menschen benötigen aus ihrer Sicht keine Streuobstwiesen mehr. Die frühere Nutzung der Obstbäume ist heute nicht mehr zu realisieren. Obstplantagen bringen einen viel größeren Ertrag und damit mehr Geld. Die Betreibung einer extensiven Streuobstwiese ist wirtschaftlich kaum mehr tragbar.“

### Flächenumnutzung
Die Streuobstbestände, die sich vorwiegend im Siedlungsbereich befanden, waren häufig neuen Wohn- und Gewerbegebieten im Weg. Der Raumordnungsgrundsatz, durch nachträgliche bauliche Verdichtung Fläche sparen zu wollen, führte und führt trotz naturschutzfachlicher Bedenken zu einer nachrangigen Einstufung der Streuobstbestände. Exemplarisch sei auf eine Rodung von 39, überwiegend alten, Hochstammbäumen in der Gemeinde Bretten hingewiesen.

## Handlungserfordernisse

### Hemmende und fördernde Faktoren auf EU-Ebene
Hemmend sind Handelsklassen für Äpfel und Birnen. Kriterien wie „Form“, „Farbe“ und „Größe“ bestimmen die Eingruppierung in Handelsklassen (z. B. prozentualer Anteil der Rotfärbung oder Mindestgröße in Millimeter in Abhängigkeit von der Apfelsorte). Dabei gibt es zahlreiche Beispiele für erfolgreiche Tafelobstvermarktung und eine Normierung könnte privat erfolgen. Dazu gehört eine Umstellung der finanziellen Förderung der Europäischen Union (EU) auch für Nicht-Landwirte. Kompetenzzentren für Streuobstbau in den EU-Mitgliedsstaaten sollten sich umfassend, interdisziplinär und international vernetzt um Fragen der Forschung, des Anbaus, der Pflege, des Schutzes, der Verwertung und Vermarktung, der Förderung sowie der Öffentlichkeits- und Bildungsarbeit kümmern. Schulen, Kantinen und Ernährungszentren sollten bevorzugt Streuobst anbieten. Die 1987 begonnene Streuobst-Aufpreisvermarktung durch BUND-Gruppen in Oberschwaben und am Bodensee sowie die 1988 erfolgte Einführung eines NABU-Qualitätszeichens für Streuobstprodukte sollte auf EU-Ebene durch den geschützten Begriff „Streuobst“ (verwendetes Obst zu 100 % aus Streuobstbeständen) geschützt werden. Mit der Streuobstsorte des Jahres und einem „Europäischen Tag der Streuobstwiese“ können gefährdete oder besonders erhaltenswerte Kulturpflanzen ins Interesse gerückt werden.

### Zuständigkeit vor Ort
Grundsätzlich sollten alle als geschützte Biotope registrierten Streuobstbestände regelmäßig durch die Unteren Naturschutzbehörden kontrolliert und in einem Kataster eingepflegt werden, um eine schleichende Umwandlung in intensiv genutzte Gartengrundstücke mit Zäunen, Zufahrten oder Nadelbäumen zu verhindern. Aktive Förderung von Nachpflanzung und Pflege, und nicht zu vergessen ökologisches Management der Unternutzung, über mindestens 30 Jahre könnten – finanziell abgesichert – beispielsweise durch Vereine erfolgen.

### Einheitliche Kartierung und fortlaufendes Monitoring
Um die Kartierung und Erfassung der Streuobstbestände effektiver zu machen, sollte bei der Fernerkundung zum Beispiel auf bereits existierende europäische Satellitendienste und Fernerkundungssoftware wie Copernicus zurückgegriffen und relevante Informationen direkt über ein Tablet in das Geographische Informationssystem (GIS) eingepflegt werden. Eine bundesweit einheitliche Kartieranleitung könnte unter Federführung des Bundes mit den Ländern gemeinsam erarbeitet werden – beispielsweise in der LANA (Länderarbeitsgemeinschaft Naturschutz). Der Einbezug von Citizen Science als Unterstützung bei der Datenaufnahme und dem fortlaufenden Monitoring sowie bei der Auswertung und Visualisierung der Daten könnte erwogen werden. Um die Datenbasis aktuell zu halten, wäre eine regelmäßige Kartierung der Streuobstbestände zu Monitoring-Zwecken mindestens alle zehn Jahre nötig.

### Forschung in Zeiten des Klimawandels
Verstärkte Forschung ist im Streuobstbau zu klimaverträglichen Arten und Sorten nötig. Die Forschungsfelder Hitze- und Trockenstress sollten dabei besonders betont werden.

### Nachpflanzungen und Pflege

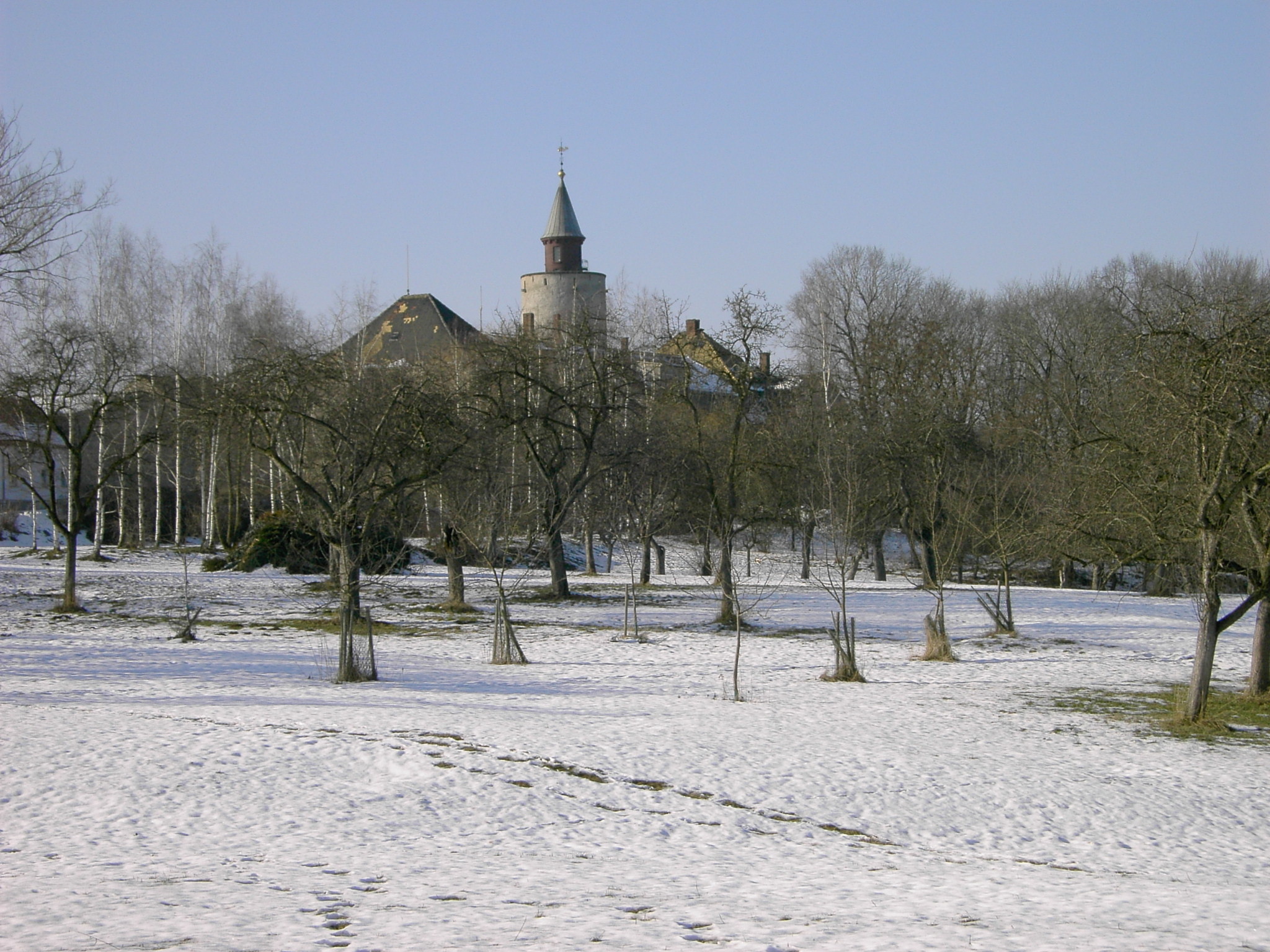
Nachgepflanzte Altanlage, vor Burg Posterstein (Februar 2005)

Ein Streuobstbestand kann seinen Charakter nur durch hochstämmige Obstbäume erreichen. Um neue Streuobstbestände anlegen und etablierte Bestände durch Nachpflanzungen nach Baumabgängen erhalten zu können, ist es unumgänglich, regional angepasste und qualitativ hochwertige Jungbäume zur Verfügung zu haben. Äußere Faktoren wie Trockenstress und Sonnenbrand an Rinde und Früchten spielen ebenso eine Rolle wie tief wurzelnde Sämlings-Unterlagen und die Erziehung einer langlebigen, tragfähigen Krone. Den Nutzern von Streuobstbeständen sollten Kontakte zu verlässlichen Baumschulen mit guter Beratung vermittelt werden. Bei manchen von ihnen kann auch Information zu Besonderheiten wie beispielsweise die Doldige Ölweide (Elaeagnus umbellata), die Echte Mispel (Mespilus germanica) und das Chinesische Spaltkörbchen (Schisandra chinensis) eingeholt werden. Sortenvielfalt als Teil der Biodiversität, speziell der genetischen Diversität, muss eine wichtige Rolle spielen: alte, resistente Sorten haben höhere Assimilationsraten und vertragen klimatische Widrigkeiten besser als einige der heute gängigen Sorten. Die mit den im Plantagenobstbau vermarkteten fünf Apfelsorten Golden Delicious, Red Delicious, Jonathan, McIntosh und Cox Orange durchgeführten Über-Kreuz-Züchtungen führten bei den daraus entwickelten Apfelsorten wie Topaz zu vermehrten Anfälligkeiten samt Resistenzdurchbrüchen gegenüber Schorf.
Je nach Alter des Baums unterscheidet man Pflanz-, Erziehungs-, Erhaltungs- und Erneuerungsschnitt. Für die Erziehung eines Halb- oder Hochstammbaums wird in der Regel die Pyramidenkrone angestrebt; sie orientiert sich an der Oeschberg-Krone, die in der Schweiz entwickelt wurde, und gilt als ihre detailliertere Weiterentwicklung. Bei der Pyramidenkrone werden drei bis vier Leitäste und ein Mitteltrieb als Grundgerüst ausgebildet. Im September 2023 hat der Pomologen-Verein ein Regelwerk zur Obstbaumpflege herausgegeben, das erstmalig die Grundsätze fachgerechten Arbeitens an großkronigen Obstbäumen formuliert. Wer seine Obstbäume selbst vermehren möchte, kann sie im Sommer okulieren. Wichtig hierfür ist, dass sich die Rinde der Unterlage lösen lässt. Tut diese das nicht (mehr), weil sie zum Beispiel unter Trockenheit leidet oder weil sie Ende August oder im September schon mit dem Triebabschluss begonnen hat, kann nicht mehr okuliert werden.
Für die Unternutzung sind kleine Spezialgeräte erforderlich. Ist eine Futternutzung des Grases vorgesehen, bietet sich die Mahd mit einem Messerbalken an, entweder an einem (alten) Kleintraktor oder einem Einachsschlepper. Dies ist für Tiere am schonendsten, jedoch zeitaufwändig. In Regionen mit wenig Niederschlag fehlen hierfür Rinder als Raufutterverwerter, so dass die Grünlandnutzung immer schwieriger wird. Hier hat sich zunehmend der Mulchschnitt mit einem Schlegelmäher oder besser einem robusten Sichelmäher durchgesetzt, entweder als Anbaugerät am Traktor, als Aufsitzmäher oder als Mäher zum Nachlaufen. Das Mähgut wird stärker zerkleinert, somit schneller abgebaut und dient als Nährstoffquelle für die Obstbäume. Ein entscheidender Vorteil ist die enorme Zeitersparnis: für 2 Mulchschnitte ist je nach Gerätegröße und Standort ein Zeitaufwand von 4–15 Stunden/ha einzukalkulieren.

## Marketing

### Sortenkataloge und Lagerungsstrukturen

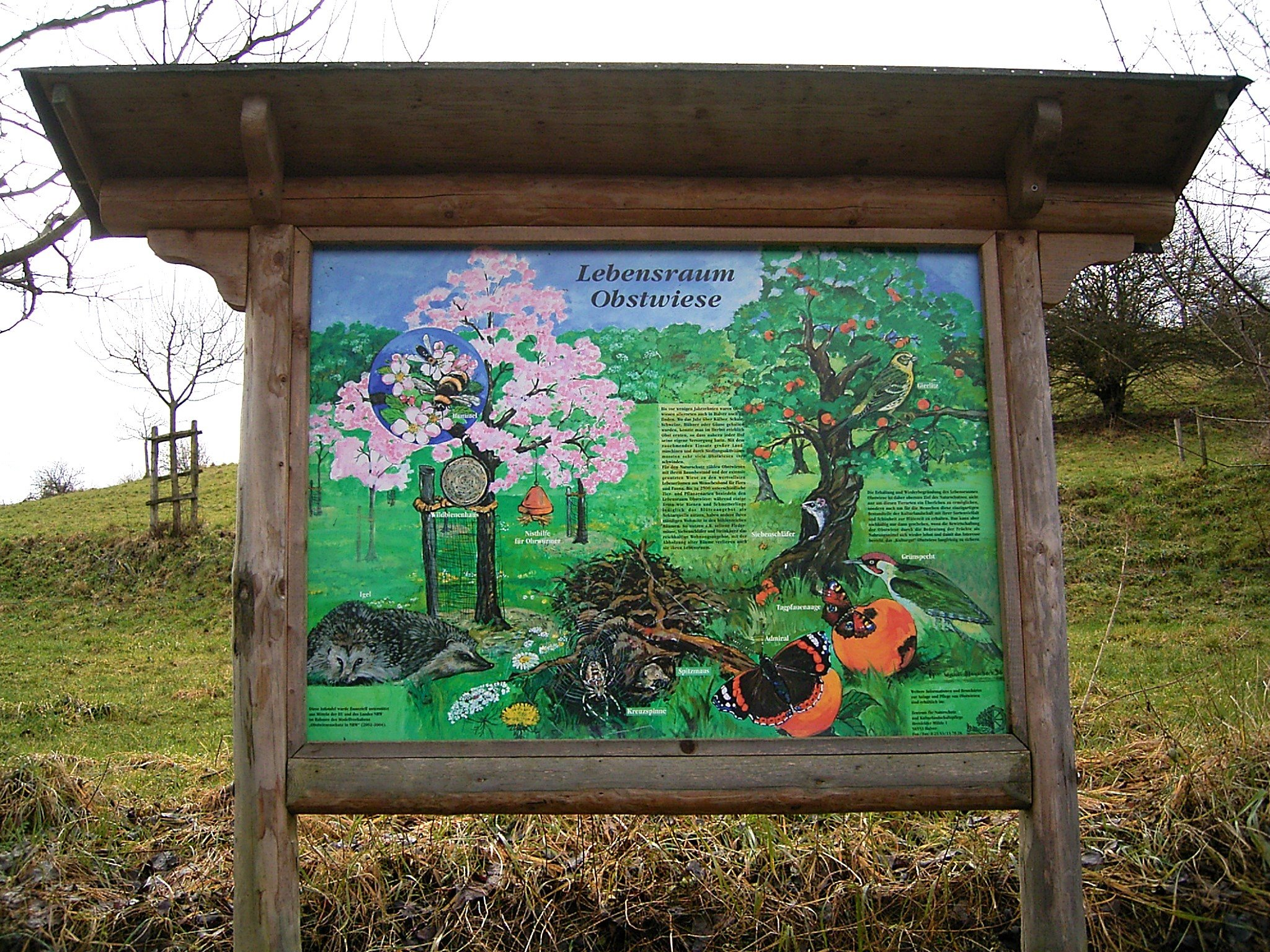
Informationstafel in Halver

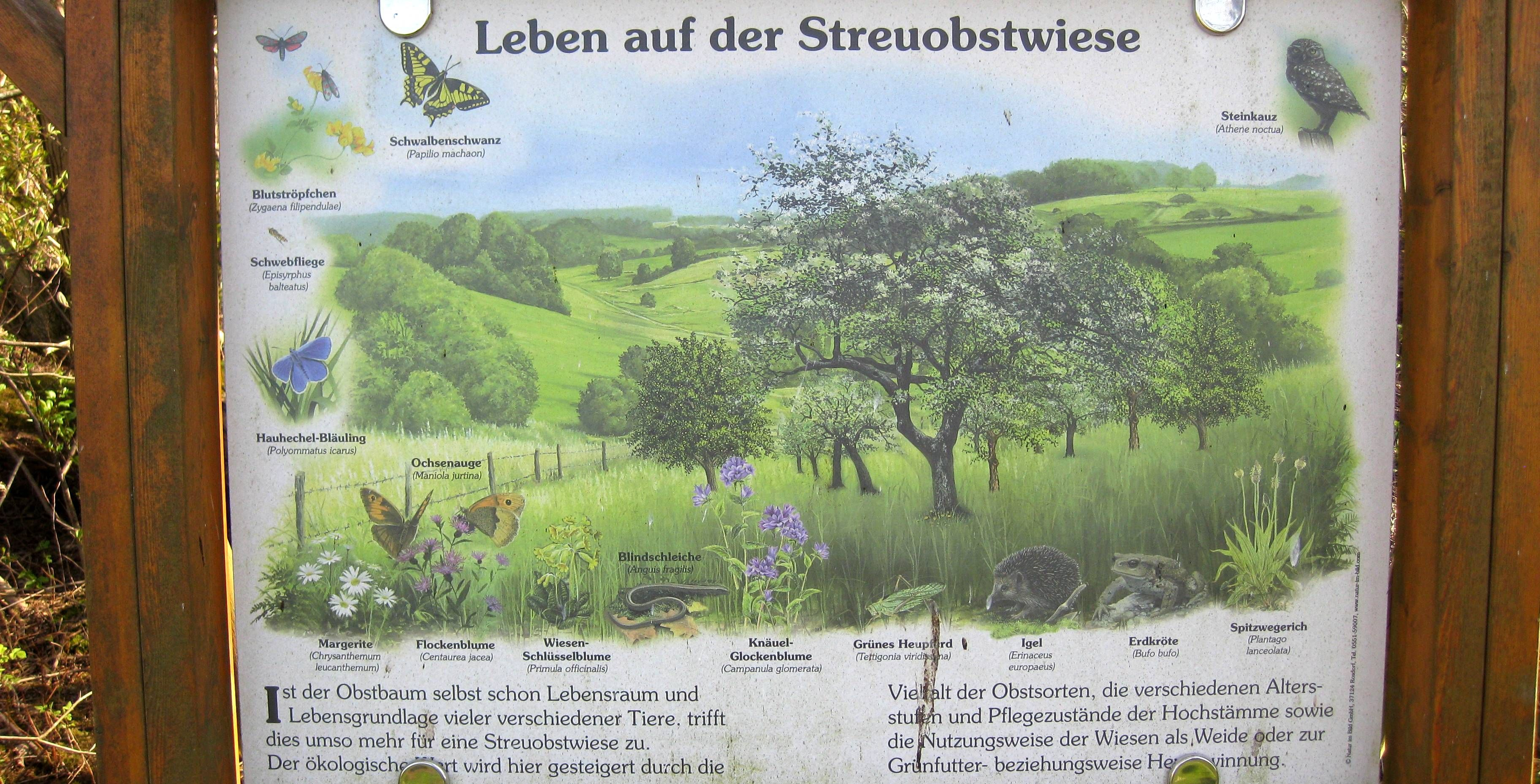
Informationstafel im Otter-Biotop Lunestedt (Gemeinde Beverstedt)

Trotz Vermarktungsthemen wie fehlender Infrastruktur, bürokratischer Hürden und ausbaufähiger Wertschätzung lag der Pro-Kopf-Konsum von 28 l Fruchtsaft und Fruchtnektar für Deutschland im Jahre 2022 weltweit an der Spitze. Die Verbraucher schätzen insbesondere innovative Produkte, die ihr Bedürfnis nach natürlichen Lebensmitteln bedienen. Gute Ansätze sind Sortenkataloge für Tafelobst von Edeka und Rewe in Baden-Württemberg. Ein weiterer Ansatz wäre die CA-Lagerung, bei dem das Obst in einer kontrollierten Atmosphäre gelagert wird. Diese ist recht energieintensiv und daher weder in den Kosten noch für die Umwelt nachhaltig. Es existieren ansonsten kaum Lagerungsstrukturen.

### Aufpreisvermarktung
Über 100 Keltereien oder Streuobstfördervereine, häufig unterstützt von Naturschutzbund Deutschland (NABU) und Bund für Umwelt und Naturschutz Deutschland (BUND), organisieren einen höheren, „fairen“ Preis für das Streuobst. Der Obstbauer wird beispielsweise mit einem überdurchschnittlichen Obstpreis entlohnt. Er erhält für Äpfel den doppelten Marktpreis, höchstens jedoch 18 € je Doppelzentner (dz) – und für Bioäpfel von zertifizierten Grundstücken zusätzlich einen Aufschlag von 2 € je dz. Birnen werden mit einem Festpreis von 15 € je dz vergütet. Für Zwetschgen wurden 2014 je dz 40 € bezahlt. Das Obstgeld wird nach der Saison innerhalb von 6 Wochen nach der letzten Obstannahme komplett ausbezahlt. Dafür werden Standards eingehalten, welche die Streuobst-Aufpreisvermarkter bei ihren bundesweiten Treffen 1996, 2001 und 2007 festlegten. Dazu gehört ein Pflege- und Nachpflanzgebot für Hochstamm-Obstbäume. Das Prinzip ist in Deutschland bei den meisten Anbietern wie Initiativen und Keltereien ähnlich:
- Vertragliche Vereinbarung zwischen Streuobstwiesenbewirtschaftern und Streuobstinitiativen bzw. Keltereien über Bewirtschaftungskriterien; Getrennte Erfassung des nach diesen Kriterien erzeugten Streuobstes
- Auszahlung des Aufpreises an die Streuobst-Erzeuger
- Getrennte Verarbeitung des Streuobstes zu einem hochwertigen Streuobst-Produkt (meistens Apfelsaft, aber auch weitere Säfte, Obstweine, Brände, Liköre, Marmeladen, selten Frischobstvermarktung)
- Vermarktung der Streuobstprodukte unter eigenem Etikett.[85]

### Direktvermarktung
Im Gebiet von Passau stieg der Pachtpreis durch eine geschickte Kombination von Direktvermarktung von Streuobstapfelsaft nach klaren Kriterien (keine synthetischen Behandlungsmittel, Nachpflanzgebot, nur Hochstämme …) und Obstlesemaschinen auf rund 750 Euro/ha und damit höher als der Pachtpreis für Getreide oder Mais. In Österreich hat die Direktvermarktung von Most, manchmal professionell mit dem Tourismusmarketing verknüpft wie im niederösterreichischen Mostviertel mit seiner Mostgalerie, zu einer starken Renaissance des Streuobstbaus geführt. Eine Direktvermarktung in Hofläden, Selbstbedienungsläden, Automaten oder ansässigem Lebensmittelhandel kann auf kurzem Weg und mit persönlichem Kontakt nicht nur die Anwohner, sondern auch die Touristen erreichen. In der Schweiz existieren bis heute staatlich garantierte Abnahmepreise sowie im Vergleich mit den EU-Ländern hohe Pflegeförderungen für Hochstämme.

### Vermarktung lokaler Endprodukte
Moussierende Getränke (Apfelschaumwein) oder Kombinationen mit Birnen, Kirschen und Zwetschgen erzielen 100 bis 200 Prozent höhere Preise je Liter. Eine Marktnische für Streuobstwiesen liegt bei Gaststätten mit Apfelweinausschank. Man greift dort normalerweise nicht auf die modernen Apfelsorten zurück, sondern auf die säurehaltigeren älteren Sorten aus dem Streuobstanbau.

### Umweltinitiativen
Neben dem NABU-Bundesfachausschuss Streuobst, der Arbeitsgemeinschaft Streuobst Österreich sowie Hochstamm Schweiz und Hochstamm Suisse als ausschließlich auf Streuobst und Vielfalt der Obstsorten ausgerichtete Organisationen auf der nationalen Ebene gibt es zahlreiche lokale und regionale Fördervereine sowie Umweltinitiativen, die sich die Erhaltung von Streuobstwiesen unter anderem mit umweltpädagogischen Veranstaltungen sowie Vermarktungsaktivitäten zum Ziel gesetzt haben. Die Idee von Baumpatenschaften von Hochstamm-Obstbäumen speziell in Obstsortengärten von Kommunen, Kreisen, Umwelt- und Obst- und Gartenbauvereinen oder auch bei den NABU-Obstsorten-Paradiesen führt zur persönlichen Bindung von Menschen zu „ihren“ Obstbäumen und den dort wachsenden Obstsorten.

## Dokumentarfilme
- Karussell des Lebens – Die Streuobstwiese. Buch: Annette Scheurich, Mi-Yong Brehm, Moritz Mayerle, Regie: Annette und Klaus Scheurich, Sprecher: Udo Wachtveitl, Produktion: Marco Polo Film, Bayerischer Rundfunk, arte, WDR, Deutschland 2014, 44 Min.